# Episodi di Jarod il camaleonte (prima stagione)
La prima stagione della serie televisiva Jarod il camaleonte, composta da 22 episodi, è stata trasmessa negli Stati Uniti dal 19 settembre 1996 al 17 maggio 1997 sul network televisivo NBC.
In Italia, invece, la stagione è andata in onda dal 2 agosto 1998 al 12 marzo 1999 su Rai 2.
| nº | Titolo originale            | Titolo italiano              | Prima TV USA      | Prima TV Italia  |
| -- | --------------------------- | ---------------------------- | ----------------- | ---------------- |
| 1  | Pilot                       | Alla ricerca della verità    | 19 settembre 1996 | 2 agosto 1998    |
| 2  | Every Picture Tells a Story | Una morte misteriosa         | 28 settembre 1996 | 9 agosto 1998    |
| 3  | Flyer                       | Collaudo mortale             | 19 ottobre 1996   | 9 agosto 1998    |
| 4  | Curious Jarod               | Il curioso Jarod             | 26 ottobre 1996   | 18 agosto 1998   |
| 5  | The Paper Clock             | L'orologio di carta          | 2 novembre 1996   | 18 agosto 1998   |
| 6  | To Serve and Protect        | A un passo dalla verità      | 9 novembre 1996   | 21 agosto 1998   |
| 7  | A Virus Among Us            | Un virus tra noi             | 16 novembre 1996  | 23 agosto 1998   |
| 8  | Not Even A Mouse            | Nemmeno un cane              | 14 dicembre 1996  | 30 agosto 1998   |
| 9  | Mirage                      | Il vecchio indiano           | 4 gennaio 1997    | 6 settembre 1998 |
| 10 | The Better Part Of Valor    | Incendio doloso              | 11 gennaio 1997   | 6 settembre 1998 |
| 11 | Bomb Squad                  | Squadra antiterrorismo       | 18 gennaio 1997   | 26 febbraio 1999 |
| 12 | Prison Story                | Un uomo innocente            | 1º febbraio 1997  | 27 febbraio 1999 |
| 13 | Bazooka Jarod               | Falsa accusa                 | 8 febbraio 1997   | 1º marzo 1999    |
| 14 | Ranger Jarod                | La prima volta di Jarod      | 15 febbraio 1997  | 2 marzo 1999     |
| 15 | Jaroldo                     | Reportage omicida            | 8 marzo 1997      | 3 marzo 1999     |
| 16 | Under the Reds              | Coma                         | 22 marzo 1997     | 5 marzo 1999     |
| 17 | Keys                        | Il ciclone Cassandra         | 5 aprile 1997     | 6 marzo 1999     |
| 18 | Unhappy Landings            | Alla ricerca del passato     | 26 aprile 1997    | 8 marzo 1999     |
| 19 | Jarod's Honor               | Il sicario                   | 3 maggio 1997     | 9 marzo 1999     |
| 20 | Baby Love                   | Un amore di bambino          | 10 maggio 1997    | 10 marzo 1999    |
| 21 | Dragon House (Part 1 e 2)   | Stretta finale (1 e 2 Parte) | 17 maggio 1997    | 11 marzo 1999    |
| 22 | Dragon House (Part 1 e 2)   | Stretta finale (1 e 2 Parte) | 17 maggio 1997    | 12 marzo 1999    |

## Alla ricerca della verità
- Titolo originale: Pilot
- Diretto da: Rick Wallace
- Scritto da: Steven Long Mitchell e Craig W. Van Sickle

### Trama
4 febbraio 1963. Un bambino di nome Jarod sta montando un modellino dell'Empire State Building di New York, sotto l'attenta osservazione di telecamere e di un uomo di nome Sydney, che afferma che il ragazzo è arrivato da poco più di 36 ore ma ha già più talento di tutti gli altri. Sydney spiega a Jarod che si prenderà cura di lui per un po'.
1996, Anchorage (Alaska). Sydney è accompagnato da una donna di nome Miss Parker su una chiatta, dove i due incontrano un marinaio che ha avuto a che fare con Jarod per un po'. L'uomo racconta in che modo Jarod ha incastrato il gruppo di marinai che inquinavano le acque e causavano l'avvelenamento dei pesci che a sua volta aveva portato diversi morti in un villaggio aleutino. Il marinaio spiega ai due che Jarod era molto interessato a conoscere le persone. Miss Parker si dimostra indifferente e sarcastica quando commenta i comportamenti di Jarod, per il quale usa appellativi quali "mostro" e "scimmia". Sydney, al contrario, è molto preoccupato per la fuga del suo pupillo.
Nel frattempo a New York, all'Ospedale "Queen of Angels". Jarod si presenta come dottore e salva la vita a una bambina che ha bisogno di una tracheotomia d'urgenza. Jarod conosce il direttore dell'ospedale, Miles Hendricks, e il suo dottore più affermato, Alan Trader. A entrambi confessa di voler lavorare al Queen of Angels perché è uno dei pochi ospedali che offre azioni acquistabili anche dai propri dottori.
Miss Parker e Sydney lavorano in un posto chiamato "Il Centro", che si trova nella località di Blue Cove (Delaware). La donna rivela che è stata richiamata a lavorare con lui solo finché non troveranno Jarod, e che le sue prospettive di carriera non la vedono intenzionata a inseguirlo in lungo e in largo per gli Stati Uniti. È chiaro che i due si conoscono da quando Miss Parker era una bambina, perché Sydney la ricorda come una ragazzina allegra. Nell'appartamento abbandonato da Jarod, i due osservano le immagini della sua ultima "simulazione" e Sydney cerca di spiegare a Miss Parker cosa sia realmente Jarod: un "simulatore" che può diventare chiunque voglia, che può risolvere problemi e rivivere situazioni immedesimandosi in chi le ha vissute. Allo stesso modo è un genio in grado di fare qualunque lavoro e creare formule e progetti in laboratorio. Sulla scrivania di Jarod, Miss Parker trova un origami che rappresenta "Nemesi", la dea della vendetta. È allora che intuisce che Jarod si vuole trasformare in una sorta di giustiziere che aiuterà i deboli e i derelitti. Jarod infatti si trova a New York per aiutare il giovane Kevin Bailey, rimasto paralizzato a causa di un'operazione scorretta. Nel frattempo, però, tiene un occhio sui suoi inseguitori e scopre che gli hanno congelato il conto in banca in Alaska. All'ospedale si occupa anche di un'anziana greca, la Signora Nikkos, che non vuole saperne di essere operata e manifesta semplicemente l'incapacità di scaricarsi da diversi giorni. Jarod decide di usare terapie alternative per aiutarla ed evitarle un'operazione. I due fanno amicizia e la donna intuisce che Jarod nasconde un passato tormentato e non sa davvero chi sia.
Al Centro Miss Parker fa seguire la carta di credito di Jarod, ma lui si è premunito e ha fatto in modo di creare centinaia di false piste per non farsi trovare.
Jarod, intanto, scopre che le lastre pre-operatorie di Kevin sono state sostituite con la copia di quelle post-operatorie, dunque le vere lastre della sua spina dorsale non sono più in archivio perché qualcuno le ha fatte sparire, forse per coprire l'operazione sbagliata dal dottor Trader.
Jarod decide che è il momento di chiamare il suo "mentore" e trova il modo di comunicare con Sydney al telefono. Jarod confessa di essere scappato per tutte le bugie che gli hanno sempre raccontato sulle sue simulazioni: nel momento in cui ha scoperto che il suo lavoro e le sue invenzioni venivano sfruttate per causare disastri e la morte di centinaia di persone, il simulatore ha deciso di andarsene. Sydney gli spiega che al Centro lo rivogliono e hanno anche richiamato Miss Parker per dargli la caccia, ma Jarod non sembra preoccupato, anzi è divertito dal suo ritorno e chiede al suo ex tutore di guardarsi le spalle a sua volta.
Dopo la telefonata, Jarod sfrutta le sue capacità per rubare 5 milioni di dollari, presentandosi a Wall Street e rubando una commissione milionaria che sarebbe finita nelle casse del Centro. Ciò porta Sydney e Miss Parker a capire che il simulatore è a New York. Quando i due arrivano in albergo, scoprono che Jarod ha già pagato i conti delle loro camere, in contanti. Jarod lascia a Miss Parker il primo di tanti messaggi che verranno durante il suo inseguimento.
Deciso a scoprire che fine hanno fatto le lastre, Jarod fa mandare un falso messaggio al cercapersone di Trader, chiedendo dove sono finite le lastre pre-operatorie originali di Kevin. L'uomo si incontra con l'infermiera Gwen, sulla quale Jarod indaga per scoprire che anni prima era stata in prigione e si drogava.
Dopo aver fatto dei test sul suo sangue, Jarod causa un finto allarme incendio all'hotel di Sydney e aspetta che siano tutti usciti per parlare con lui. Il ragazzo gli rivela di aver scoperto che i suoi "presunti" genitori, morti in un disastro aereo, non potevano esserlo davvero perché non avevano un'anomalia genetica ereditaria nel sangue, che lui invece possiede. Jarod vuole sapere chi è veramente e chiede a Sydney di dargli le chiavi di accesso al sistema informatico del Centro per scoprire qualcosa sulla sua identità, in cambio gli dà anche le istruzioni per recuperare i 5 milioni del Centro, meno la sua "commissione". Miss Parker intuisce che l'incendio era un pretesto e, tornata in albergo, scopre Sydney intento a parlare col ragazzo prodigio. Quando lo fa inseguire, chiedendo ai suoi uomini di sparargli, Sydney la trattiene e di fatto aiuta Jarod a scappare. È allora che Parker gli chiede di scegliere se fare "lo scienziato o la balia", perché non può essere entrambe le cose.
Jarod parla con Gwen e la convince a dargli una mano; la donna gli confessa che il dottor Trader aveva operato il piccolo Kevin da ubriaco, causandogli un danno alla colonna vertebrale che l'ha reso paralitico. Il dottor Hendricks aveva poi coperto tutto, chiedendo il suo aiuto e minacciandola di svelare il suo passato di ex-galeotta.
Durante una partita a squash, Jarod droga la bottiglia d'acqua di Hendricks e fa in modo di causargli un finto attacco cardiaco; una volta in ospedale lo invita a confessare dove si trovano le vere lastre di Kevin Bailey, altrimenti lo farà operare da Trader, che è ancora una volta sotto effetto di alcolici. In realtà, Jarod fa fermare l'operazione prima che Trader possa fare danno.
Nel frattempo, Miss Parker e Sydney raggiungono l'ospedale e inseguono Jarod, che riesce a scappare anche grazie all'aiuto della Signora Nikkos. Una volta fuggito fa in modo di mandare le lastre a Kevin. A fine episodio, Jarod si appresta a salire su un aereo e viene chiamato da un'assistente di volo che gli chiede di imbarcarsi in fretta; Jarod la rassicura, facendole notare che non possono partire senza di lui. Il simulatore, infatti, sarà il pilota.
- Nota. In questo episodio Jarod scopre il gelato, il programma La Ruota della Fortuna, il racquetball e le caramelle Pez.

## Una morte misteriosa
- Titolo originale: Every Picture Tells a Story
- Diretto da: Michael Zinberg
- Scritto da: Steven Long Mitchell e Craig W. Van Sickle

### Trama
Y.M.C.A. di Seattle, Washington. Miss Parker e Sydney arrivano in ritardo in un alloggio di Jarod già abbandonato, per scoprire che ha salvato la zona da un disastro nucleare e si trovava lì soprattutto per imparare a nuotare. Tornati al Centro, Miss Parker riceve un fax da Jarod in cui il simulatore si manifesta dispiaciuto di non averli incrociati e la invita a rendersi conto che le cose non sono sempre quelle che sembrano, allegando la data della morte di sua madre (13 aprile 1970).
Jarod è a San Diego e lavora nella guardia costiera, i suoi colleghi sono Martha Poole, una ragazza che agogna una promozione da anni, Javi Padillo e Paul Bilson, il capitano di corvetta. Il suo scopo è indagare sulla morte di un pescatore, Tom King, che ha lasciato moglie e figlia.
Al Centro il signor Broots viene inserito nella squadra di Miss Parker. Si tratta di un genio del computer che avrà il compito di scoprire le mosse informatiche di Jarod. Miss Parker e Sydney discutono sull'utilità di questo nuovo elemento, dato che lo psichiatra ritiene improbabile che il Signor Broots possa stanare Jarod, che è troppo intelligente per farsi rintracciare. Parker, al contrario, è convinta che "sono i più intelligenti che fanno sempre qualcosa di stupido". Durante il dialogo, i due entrano nell'ascensore dove è morta sua madre, che vi si è suicidata sparandosi. Miss Parker reagisce in modo freddo, confessando di ritenere la madre una debole, incapace di resistere alle pressioni del suo lavoro, e di non aver mai compreso perché avesse compiuto quel gesto proprio in un ascensore.
Jarod fa anche amicizia con Roy Abbot, un uomo che vive da mesi in mare senza mai attraccare e che ora sta finendo le provviste; lo deve convincere a tornare a terra, se non vuole rischiare di morire di fame. Più tardi, Jarod chiama Sydney mentre si diletta a dipingere; come sempre ha delle domande sulla sua identità e vorrebbe sapere se "Jarod" è il suo vero nome; il simulatore confessa anche di vedere continuamente gli occhi delle vittime delle sue simulazioni, e si sente fortemente in colpa. Al Centro, invece, temono che Jarod consegni i dischetti DSA trafugati che hanno ripreso tutta la sua vita e gli sfruttamenti per le simulazioni, ma ovviamente non possono rivolgersi alle autorità per far cercare Jarod. Il giorno dopo Jarod segue la vedova King e la figlia e soffre insieme a loro mentre portano dei fiori sulla tomba di Tom King. Nel frattempo Parker e Sydney raggiungono il posto da cui stava chiamando Jarod, ma trovano un uomo pagato da lui per smistare le sue telefonate e trasferirle. Sydney è divertito dall'atteggiamento del suo pupillo, al contrario Miss Parker è infastidita. Jarod va a trovare ancora Abbot e i due parlano insieme del suo amore perduto, una donna di nome Magdeline, e Jarod paragona la situazione a quella dell'Olandese Volante di Wagner. Poi cita il Flauto Magico di Mozart, che aveva sentito al Centro quando era piccolo e gli permetteva di evadere un po' dalla sua prigionia.
Jarod intuisce che Martha è incinta e la donna è spaventata che questo fatto possa compromettere ulteriormente la sua promozione, ma promette di mantenere il segreto. In cambio le chiede informazioni sulla morte di King, avvenuta nella zona del Punto di Pilcher, per scoprire che il rapporto di Bilson ha delle lacune sul modo in cui sono andati a soccorrerlo. Jarod riesce anche a parlare con la figlia di King, che gli insegna a mangiare i biscotti Oreo proprio come fanno i bambini, ossia leccando via la crema dopo aver diviso le due parti.
Dopo aver riflettuto sulla morte del marinaio guardando un dischetto di una sua passata simulazione relativa all'Apollo 13, Jarod chiama Miss Parker direttamente a casa. La loro prima conversazione telefonica è cosparsa di battute sarcastiche e i due sembrano fare a gara per mantenere il controllo della chiamata. Quando Parker gli chiede come mai è andato alla Y.M.C.A., lui risponde che l'ha fatto dopo aver visto un revival degli anni '70 durante il quale un gruppo cantava di quanto fosse bello stare all'Y.M.C.A. (facendo chiaro riferimento ai Village People). Nonostante il tono ironico, Jarod vuole farle capire che suo padre e il Centro distorcono la verità, soprattutto sull'evento che la rattrista di più: la morte di sua madre.
Durante una cena serale sul molo, Bilson e Padillo dicono a Jarod di aver fatto di tutto per salvare Tom King dalla tempesta e che la moglie era solo sconvolta quando ha dato la colpa alla Guardia Costiera. Ma Jarod non è convinto e va a fare delle ricerche sott'acqua per scoprire il relitto della barca di Tom King, evidentemente speronata da un'altra nave. Dopo aver grattato la vernice dalla barca di Bilson, scopre che è stata proprio quella.
Miss Parker intanto ha un meeting con Broots e Sydney e il tecnico la informa che le chiamate di Jarod venivano sì smistate, ma nella stanza accanto dell'albergo dove erano già stati! Broots le fa anche notare che tutte le telefonate fatte per depistarle sono state accreditate proprio sul suo conto telefonico da Jarod.
Il simulatore intanto sorprende Javi in chiesa e lo convince a raccontargli tutto, dicendogli che ha scoperto che lui e Paul avevano un giro d'affari con dei contrabbandieri. Javi confessa che la notte della morte di King, i due avevano speronato la sua barca a causa della nebbia e poi Bilson l'aveva convinto a lasciarlo morire affogato.
Miss Parker e Sydney raggiungono di nuovo l'hotel e trovano un libretto rosso lasciato da Jarod con i ritagli relativi alla morte di Tom King, così sanno dove andare a stanarlo. Jarod, nel frattempo, fa passare lo stesso incubo a Bilson, fingendo di abbandonarlo in mare aperto per vendicare la morte di King. Viene poi raggiunto da un motoscafo del Centro e, dopo un inseguimento in barca, si volatilizza e scappa a nuoto, ma non prima di aver lasciato alla donna un altro messaggio con una finta popò di cane e un DSA. Più tardi Miss Parker si convince a guardare il disco mandatole da Jarod: riguarda la morte di sua madre, che l'aveva sconvolta quando era solo una bambina. Jarod le ha anche mandato un regalo: un dipinto che ritrae il terribile momento degli spari a Catherine Parker. La donna si decide a scoprire la verità su quello che non sembra essere stato un suicidio, ma un omicidio.
Jarod dice addio ad Abbot, che finalmente è tornato a terra, e fa in modo che la vedova King abbia la statuina recuperata dal relitto della barca del marito. Martha ottiene finalmente la sua promozione e il Comandante Powell riceve le prove della colpevolezza di Bilson nell'omicidio di King.
A fine episodio, Jarod è diventato un pilota da corsa.
- Nota. In questo episodio Jarod scopre la finta popò di cane (e altri scherzi per bambini) e i biscotti Oreo.

## Collaudo mortale
- Titolo originale: Flyer
- Diretto da: James Whitmore Jr.
- Scritto da: Juan Carlos Coto

### Trama
Baja, California. Sydney e Miss Parker scoprono che Jarod si è di recente interessato all'aerodinamica e ai movimenti degli uccelli e delle pale eoliche. Jarod intanto si è fatto assumere come pilota per una compagnia privata di aerei da caccia, la Skyvionics (in Arizona). Il suo obiettivo è scoprire cosa è successo a Ronald Collins, pilota morto durante il collaudo di un nuovo prototipo guidato da un microchip di nuova generazione, lo Scimitar. Il tenente Janice Gant dell'aeronautica militare ha il compito di scoprire se il modello sia veramente sicuro e gli spiega che Collins non è riuscito a paracadutarsi perché ha perso conoscenza, visto che aveva bevuto la sera prima del volo di prova. A darne testimonianza sono stati proprio il suo superiore Matthews (pilota) e Lawson (il tecnico che ha creato il microchip Shimitar), che hanno riferito di averlo visto al bar a ubriacarsi la sera prima del collaudo.
Nel frattempo, Jarod alloggia vicino a un uomo, il signor Hollis, che investiga da anni sulle leggende metropolitane. Più tardi scopre che il Signor Hollis ha fatto parte dell'équipe che aveva realizzato la bomba atomica esplosa a Hiroshima e per questo ha ancora degli incubi e ora cerca di svelare i misteri più sordidi.
Sul lato personale, Jarod scopre fra i suoi DSA delle immagini di un uomo misterioso che parlava con Sydney durante le simulazioni e lo invitava a mentire a Jarod riguardo al padre.
Quando mentore e allievo si sentono via webcam di nascosto, Sydney conferma a Jarod che suo padre era un aviatore, ma non fa in tempo a dirgli di più perché Miss Parker e il Centro fanno cadere la comunicazione.
Quando Jarod passa del tempo col figlio di Collins, il bambino gli confessa che lui e il padre erano nel deserto a vedere le stelle la sera prima del volo. Allora il simulatore fa dei test sul microchip Scimitar e scopre che il tasso di errore è addirittura del 3,1% ed è stato proprio questo a causare il blocco dell'aereo di Collins e il conseguente danno ai circuiti che non gli ha permesso di paracadutarsi. Lawson confessa che sapeva del tasso d'errore, e lo sapeva anche Matthews, che l'ha obbligato a tacere per non perdere i contratti con l'aeronautica militare.
Il giorno del collaudo del prototipo, Jarod manomette l'aereo di Matthews e fa in modo che confessi proprio mentre tutti l'ascoltano da terra. Matthews ammette le sue colpe e si salva paracadutandosi dall'aereo. Grazie all'intervento di Jarod la moglie di Collins ottiene dalla compagnia una pensione per la morte di suo marito.
Prima di andarsene, Jarod racconta al Signor Hollis del Centro e lo prega di informare quelli come lui della sua esistenza.
Miss Parker non trova Jarod nemmeno questa volta e si scopre che sta prendendo ordini dal misterioso Signor Raines, del quale sembra avere paura. A fine episodio, Jarod è diventato un direttore d'orchestra.
- Nota. In questo episodio Jarod scopre il pongo Silly Putty.

## Il curioso Jarod
- Titolo originale: Curious Jarod
- Diretto da: Jesus Salvador Trevino
- Scritto da: Kimberly Costello

### Trama
Miss Parker e Sydney scoprono che Jarod ha passato un mese a leggere libri di matematica e statistica, nonché a fare esperimenti sulle probabilità nel lancio delle monetine. Jarod infatti si fa assumere come capo della sicurezza del casinò Marquis di Las Vegas, dopo aver fornito al direttore Peter Morgan, un uomo subdolo e arrogante, prove sui traffici illegali del suo ex-capo della sicurezza.
Intanto Jarod diventa amico di un vecchio imitatore di Elvis, Bernie Baxley; l'uomo va in crisi quando decidono di licenziarlo perché ormai è invecchiato e ingrassato. Vorrebbe lasciare lo spettacolo e non interpretare più il personaggio che ha impersonato per anni. Bernie decide addirittura di partire a andare altrove per cercare di farsi una nuova vita. Il vero obiettivo di Jarod è indagare sull'aggressione a Maggie Blaire, una showgirl che è in coma irreversibile. Visionando i video della sorveglianza, Jarod nota che ci sono delle incongruenze e capisce che il vero filmato è stato sostituito con uno copiato da un altro giorno. Intanto Parker e Sydney pagano un delinquente di New York, Johnny, per scoprire dove si trova Jarod.
Quando Maggie muore, Jarod le sta vicino, ripensando a una sua simulazione sulla morte di Marilyn Monroe e al fatto che "nessuno dovrebbe morire solo". Più tardi scopre che la moglie di Morgan ha pagato i conti in sospeso per Maggie, sia all'ospedale che per il funerale. L'ha fatto perché anche lei è stata vittima delle aggressioni del marito più di una volta. Dopo averla convinta a fornirgli le prove della follia del marito, Kitty lo aiuta, consegnandogli il vero filmato della notte dell'aggressione, che incastra Morgan. Con la solita astuzia, Jarod incastra Morgan e fa in modo che il proprietario del casinò si vendichi su di lui per un traffico illecito di denaro su un conto estero ideato proprio da Jarod. Poi fornisce alla polizia il vero video dell'aggressione. Intanto Miss Parker e Sydney arrivano a Las Vegas e riescono persino ad acciuffare Jarod, ma lui usa il suo potere da capo della sicurezza e li fa perquisire dai suoi uomini, fingendo che siano dei giocatori d'azzardo che stanno barando. Parker lo avvisa che prima o poi lo prenderà, Jarod è pronto a scommetterci e le lancia una monetina indovinando cosa uscirà. Nel suo appartamento, però, lascia indietro un fumetto di "George il curioso" con un messaggio per Sydney: lui è la "scimmietta fuggita" mentre lo psichiatra simboleggia "l'uomo col cappello giallo" di cui nessuno sa nulla. A fine episodio, Jarod è nella foresta e sta lasciando libera una tenera scimmia, sostenendo che le creature viventi non devono mai stare in gabbia.
- Nota. In questo episodio Jarod scopre Elvis e le storie di Curious George.

## L'orologio di carta
- Titolo originale: The Paper Clock
- Diretto da: Gabrielle Beaumont
- Scritto da: Javier Grillo-Marxuach

### Trama
Jarod ha degli incubi in cui non riesce a rivedere il volto di sua madre. Così propone uno scambio a Sydney: i DSA rubati per sapere qualcosa del suo passato. Nel frattempo è un avvocato e ha da poco difeso un travestito, Isaac Dexter, un tassista che decide di fare da autista a Jarod per sdebitarsi dell'aiuto nel processo. Jarod sta lavorando nel prestigioso studio di Ben Sloane, l'avvocato di Marcus Whittaker, un sempliciotto accusato dell'omicidio di Audrey Prize anni prima.
Whittaker si è potuto permettere un avvocato così costoso perché il signor Metzger, proprietario dell'immobile in cui è avvenuto il delitto, ha voluto fargli da benefattore. Sloane, però, non ha vinto il processo nonostante sia l'avvocato più valido della città, cosa che rende sospettoso Jarod. Nell'appartamento erano state trovate delle impronte di una scarpa da barca, prova mai utilizzata durante il processo, e l'arma del delitto non era stata rinvenuta.
Quando Jarod va a trovare Marcus in cella, scopre che fa degli orologi di carta. Il ragazzo gli racconta che andava d'accordo con la vittima e che Audrey era in buoni rapporti con Metzger, che andava a trovarla tutti i giorni, così Jarod intuisce che avevano una relazione. Sloane ha convinto Marcus a non dirlo a nessuno, convincendolo che fosse la cosa giusta da fare. Inoltre il ragazzo gli dice che l'arma del delitto era un gufo di pietra.
Sydney manda a Jarod una foto di sua madre perché la Torre ha accettato lo scambio proposto. Si incontreranno nel luogo stabilito e senza che il Centro interferisca. Miss Parker si sente defraudata e decide di farsi da parte, convinta che lo scambio non sia la cosa giusta da fare.
Isaac segue gli ordini di Jarod e "prende in ostaggio" DuMonte, avvocato pupillo di Sloane e incaricato di scrivere una memoria per il processo Whittaker. Jarod nel frattempo fa in modo che venga riaperto il processo per Marcus; poi segue Sloane e scopre l'arma del delitto nascosta sulla sua barca, insieme alle sue scarpe. Il giorno dopo, Jarod chiama in aula a testimoniare proprio Sloane e mostra alla corte le prove del suo coinvolgimento con Metzger. I due avevano trovato il modo di incolpare Whittaker e usarlo come capro espiatorio, mentre il vero assassino era proprio Metzger, che avevo chiesto aiuto a Sloane per ripulire l'appartamento dopo l'omicidio. Il giudice ordina l'arresto di Sloane ed emana un mandato di cattura per Metzger.
Mentre Sydney sta andando all'incontro, Miss Parker si intromette e svela allo psichiatra i veri piani del Centro, ossia non rispettare l'accordo e cercare di catturare Jarod. Sydney è visibilmente felice quando il suo ragazzo prodigio riesce a sfuggire usando i suoi soliti colpi di teatro. Marcus viene liberato e Jarod gli manda un favoloso orologio di carta. A fine episodio è diventato un cowboy da rodeo.
- Nota. In questo episodio Jarod scopre il blues, i travestiti e il cubo di Rubik.

## A un passo dalla verità
- Titolo originale: To Serve and Protect
- Diretto da: James Whitmore Jr.
- Scritto da: Tommy Thompson

### Trama
Cedar Point, North Carolina. Miss Parker e Sydney visitano un poligono dove Jarod è andato ad addestrarsi per imparare a sparare. L'uomo con cui parlano gli consegna una sagoma sulla quale Jarod ha creato fori di proiettile in modo da scrivere i numeri 10:19.
Jarod intanto è a Miami e finge di essere un poliziotto per riabilitare il nome di Marvin Kembrook, guardia di sicurezza, rimasto uccisa durante l'adempimento del dovere e accusato ingiustamente di essere stato scoperto a rapinare una gioielleria. Marvin aveva da poco riscoperto il rapporto con il padre biologico, ritrovandolo dopo molti anni di ricerche. I due si erano riuniti da pochi mesi grazie all'aiuto di Susan Granger, donna specializzata nel riunire famiglie separate e nel trovare bambini scomparsi.
Jarod decide di chiederle aiuto per scovare qualche informazione su sua madre e l'avvisa che non ha molto tempo, ma è pronto a rischiare per avere qualunque notizia sulla donna. Per avere più tempo da dedicare a questa indagine personale, Jarod fa in modo che Miss Parker venga arrestata per possesso illecito di arma da fuoco. La donna viene incarcerata a Cedar Point e dovrà aspettare 72 ore prima di poter uscire. Così implora Sydney di trovarle un avvocato, in modo che possa andarsene prima.
Intanto Jarod conosce anche Millie Reynolds, simpatica vecchietta che gira la città a bordo di una moto gigantesca provocando incidenti e fastidi alla quiete pubblica. Quando Jarod si accorge che la donna ha solo bisogno di una visita oculistica, l'aiuta a mantenere la sua patente, che le permette di avere una certa indipendenza. Il simulatore continua le sue indagini sull'omicidio di Marvin e si sente molto partecipe perché conosce perfettamente le emozioni che prova chiunque sia alla ricerca della propria famiglia. Proprio per questo, Jarod non crede che Marvin possa aver gettato all'aria tutto proprio nel momento in cui aveva finalmente ritrovato suo padre, specialmente perché non aveva alcun bisogno di soldi.
Più tardi scopre che il ragazzo si era imbattuto in due poliziotti corrotti, Carl Bishop e Frank Meyers, che stavano usando i propri codici di accesso per rapinare una gioielleria. I due l'avevano ucciso per coprire il loro "secondo lavoro", facendo in modo che sembrasse che fosse stato Marvin a tentare di svaligiare il negozio con un complice.
Jarod trova il modo di punire i due poliziotti sleali, dapprima fingendo di volersi alleare con loro, per poi ripagarli con la loro stessa moneta e facendo in modo che li arrestino per furto e per omicidio.
Susan Granger, nel frattempo, riesce a scoprire qualcosa dell'identità di Jarod tramite una fonte segreta al Centro, che manda delle preziose informazioni via posta. Quando la busta arriva, Susan la consegna a Jarod, ma questi si trova a dover scappare da Miss Parker e Sydney, che è riuscito nell'intento di liberarla dalla prigione. Durante l'inseguimento, Jarod riesce a scappare, ma Miss Parker spara un colpo che gli fa cadere di mano la busta, che si affretta anche a bruciare. Quando Sydney più tardi le chiede cosa l'abbia trattenuta dall'uccidere Jarod, lei risponde che ha solo sbagliato mira, ma sembra visibilmente scossa. E quando il simulatore chiama il suo vecchio mentore per dirgli che non smetterà mai di cercare la sua famiglia, gli svela anche il significato dei numeri 10:19: è il numero in codice per le persone scomparse, ciò che è diventato anche lui per colpa di Sydney. A fine episodio, Jarod è un ufficiale della Royal Canadian Mounted Police.
- Nota. In questo episodio Jarod scopre le ciambelle.

## Un virus tra noi
- Titolo originale: A Virus among Us
- Diretto da: Fred K. Keller
- Scritto da: Lawrence Meyers

### Trama
Quando Miss Parker va alla ricerca di Jarod in un laboratorio di Portland (Oregon), lui fa in modo che si prenda l'influenza facendola avvicinare a un campione contaminato che ha lasciato appositamente per lei. Jarod intanto si sta occupando della perdita subita dalla moglie e dalla figlia di Jon Florence, un ricercatore che studiava malattie infettive al RIDA di Chicago (Illinois) per poi sparire misteriosamente. Il simulatore si è fatto assumere come virologo per scoprire cosa gli è successo realmente, dato che non era tipo da abbandonare una famiglia.
Intanto, al Centro, il signor Raines si fa rivedere perché Miss Parker sembra non riuscire a catturare Jarod; la donna sembra spaventata da lui, che le chiede di riportare il fuggiasco al posto a cui appartiene, altrimenti troveranno qualcun altro che lo faccia. Parker gli fa notare che suo padre desidera che sia lei l'incaricata delle ricerche, ma Raines afferma di non essere intimorito dall'autorità del Signor Parker. Miss Parker e Sydney continuano a non fidarsi troppo l'uno dell'altra e la loro ricerca del fuggiasco ne risente.
Jarod collabora col direttore del RIDA, Walter Garber, che studiava malattie infettive di livello 4 per cercare delle cure. Altro ex-collega di Florence è Jeff Baytos, che sembra intimorito all'idea di avere di nuovo a che fare con livelli infettivi più elevati rispetto al 2. Insospettito dall'atteggiamento di entrambi, Jarod recupera i nastri di sicurezza del giorno della scomparsa di Florence e capisce che sono stati manomessi. Dopo aver trovato il video vero, scopre che Garber e Florence avevano avuto un diverbio dopo aver scoperto che faceva esperimenti altamente pericolosi e non autorizzati con virus di livello 5.
Jon voleva denunciare il dottor Garber, che l'aveva poi messo a tacere sabotando la doccia di decontaminazione ed esponendolo a uno dei suoi virus mortali. Dopo la sua morte, Garber aveva nascosto il suo corpo nell'obitorio del laboratorio, dove Jarod lo trova e riconosce grazie alla fede identica a quella di sua moglie.
Nel frattempo Sydney riceve una scatola colma di ritagli di giornale che parlano di eventi catastrofici e necrologi derivati dal suo lavoro al Centro durante lo sfruttamento di Jarod. La scatola sembra essere arrivata proprio da lui. L'uomo va addirittura da un prete in cerca di assoluzione dai suoi peccati, ma capisce che è a qualcun altro che deve chiedere perdono. Così manda una mail a Jarod usando una vecchia parola in codice che conoscono solo loro: "Rifugio". Jarod la usava da piccolo ogni volta che voleva fermare una simulazione che lo spaventava. Ora che è libero, è Sydney a usarla per far capire al suo pupillo che ha bisogno di incontrarlo.
Come sempre il simulatore aiuta anche un'altra persona, in questo caso si tratta del suo vicino Ben, amante della musica classica e degli strumenti. Anche se l'uomo non sa di fatto suonare bene, Jarod scopre il suo talento nel creare piccole sculture in vetro e legno dal carattere musicale. Quando ne manda una alla filarmonica presso la quale Ben aveva fatto audizioni come strumentista, sono talmente entusiasti delle sue opere da volerlo contattare per proporre una collaborazione.
Dopo aver capito che Baytos sapeva del nastro alterato da Garber, Jarod lo convince che Garber aveva ucciso deliberatamente il povero Jon e che lo deve aiutare a consegnarlo alla giustizia. Baytos gli spiega che l'aveva ricattato e obbligato a stare zitto su quanto accaduto, dicendogli che il non funzionamento della doccia era stato colpa sua e dunque era l'unico responsabile della morte di Florence. Per vendicare Florence, Jarod fa in modo che Garber rimanga in isolamento e sia convinto di stare per morire in modo da ottenere una sua confessione, che Baytos consegnerà alle autorità.
Per poter incontrare Sydney, Jarod attira Miss Parker in una trappola per bloccarla per qualche ora, così da dare loro il tempo di vedersi faccia a faccia. Quando si ritrovano in un bar, Sydney gli chiede di perdonarlo. Jarod risponde che è troppo tardi e non può farlo, perché non riesce a perdonare nemmeno se stesso. Afferma però di non aver inviato lui la scatola ricevuta dal suo mentore e che desidera ancora sapere la verità sui suoi genitori. A fine episodio, Jarod è diventato un disinfestatore.
- Nota. In questo episodio Jarod scopre i cereali Crunchy Crawlers ("pidocchi croccanti") e le scatole "roach motels", trappole per catturare scarafaggi.

## Nemmeno un cane
- Titolo originale: Not even a Mouse
- Diretto da: Thomas J. Wright
- Scritto da: Juan Carlos Coto

### Trama
Vigilia di Natale 1971: il piccolo Jarod riesce a scappare sul tetto del Centro per andare a osservare la neve dal vivo. Oggi, Baltimora (Maryland): è quasi Natale e Jarod si infiltra fra i medici legali per investigare sulla morte di "Christmas" George, un senzatetto che ogni anno impersonava Babbo Natale per i bambini dell'orfanotrofio St. Catherine's Children Home. Nel frattempo, grazie ai suoi DSA, ricorda i Natali della sua infanzia passati al Centro, quando ancora gli nascondevano persino l'esistenza della festa. È così che scopre che Sydney andava ogni anno a passare alcuni giorni all'istituto Mount Pleasant.
Fra le persone con cui ha a che fare ci sono la dottoressa Kim Fugimora, il Detective Guerra e la dottoressa Lisabeth Drake, capo del reparto di medicina legale. Jarod si occupa anche di scoprire chi sia una "Jane Doe" il cui corpo è stato trovato nella neve. Rendendosi conto che ha dei calli evidenti sulle mani, intuisce che si possa trattare di una ginnasta. Una volta avvisato, il fratello della vittima è molto grato a Jarod per aver comunicato loro il triste destino della ragazza, risparmiandogli di doversi chiedere per il resto della loro vita cosa le fosse successo veramente.
Dopo varie indagini Jarod scopre che la dottoressa Lisabeth Drake aveva accidentalmente investito "Christmas" George in automobile dopo un party natalizio dove aveva bevuto troppo. Quando un amico del malcapitato aveva chiamato il 911 chiedendo di far mandare i soccorsi, non volendo rischiare la sua carriera la dottoressa Drake aveva deciso di iniettare una droga paralizzante (il fenotripticolo) a Christmas George in modo da farlo sembrare morto, poi l'aveva portato nell'ufficio del coroner e lì l'aveva ucciso.
Jarod decide di dare alla dottoressa un assaggio della sua medicina paralizzante: la invita a mangiare una fetta di torta di frutta nella quale ha amalgamato anche della tossina fugu proveniente da un pesce palla (che Jarod ha appreso a cucinare grazie alla collega giapponese Kim). Dopo averla paralizzata e terrorizzata a morte fa anche consegnare al Detective Guerra le prove della sua colpevolezza.
Sydney va a visitare il Mount Pleasant e si scopre che lì ha un fratello gemello, Jacob, in coma da 30 anni. Per il primo anno, però, c'è una novità: Jarod è stato lì, spacciandosi per suo figlio (cosa che rende felice lo psichiatra) e gli ha lasciato la palla di neve con l'effigie dell'Empire State Building, lo stesso modellino che Syd gli aveva donato nel 1970.
Fra i filmati che Jarod rivede in questo episodio c'è anche un momento del suo passato condiviso con Miss Parker: in un DSA datato 20 dicembre 1969, i due bambini avevano passato del tempo insieme a osservare i conigli tenuti nei laboratori del Centro. L'adulta Miss Parker, nel frattempo, si aspetta di passare la vigilia di Natale col padre, ma lui cancella senza pietà il loro impegno all'ultimo momento, facendole solo una telefonata e senza nemmeno augurarle "Buon Natale". Tuttavia è proprio Jarod che le porta un po' di felicità. Rifacendosi a quel tenero ricordo di gioventù, le manda un regalino per la vigilia: un coniglio bianco, che potrà compensare per quell'animaletto che non le era mai stato concesso di tenere quando era bambina. A fine episodio il simulatore decide di intrattenere i bambini dell'orfanotrofio (in particolare la piccola Angel, che era molto legata a "Christmas" George) portando loro dei regali e leggendo la poesia "La notte prima di Natale".
- Nota. In questo episodio Jarod scopre le torte di frutta.

Mentre Miss Parker decora l'albero, trova un addobbo che aveva regalato alla madre nel 1969, firmandosi "M.P.". Non si capisce se è un ironico riferimento al fatto che tutti l'abbiano sempre chiamata Miss Parker o se il suo nome possa iniziare con la lettera M.

## Il vecchio indiano
- Titolo originale: Mirage
- Diretto da: Ian Toynton
- Scritto da: Tommy Thompson

### Trama
Jarod vuole scoprire la verità riguardo alla morte di Tom Miles, scomparso durante la sua escursione annuale nel deserto del Texas. Così diventa un istruttore di paracadutismo alla Scuola Miles-Bates Blue Desert.
Nel frattempo, però, invia uno strano regalo di compleanno a Miss Parker: uno dei suoi soliti quaderni rossi che, però, è indirizzato soltanto a lei in quanto riporta la scritta Miss Parker Edition. Una foto che trova all'interno del quaderno la porta a Lake Catherine nel Maine, dove si mette sulle tracce di un uomo di nome Benjamin Miller. Jarod arriva addirittura a chiamarla per innervosirla e farle capire che conosce molto bene Ben Miller e c'è un motivo se l'ha mandata lì: stanno entrambi cercando delle risposte sul loro passato.
Jarod indaga sui rapporti che c'erano fra Tom e la sua socia (nonché ex-fidanzata) Carol Bates. Le ricerche del simulatore lo portano a conoscere anche l'indiano Ernie Due Piume, che lo aiuta a scoprire cosa è successo realmente a Tom. Ernie, infatti, gli spiega l'uso che si può fare della Belladonna, pianta rituale capace di condurre un uomo alla pazzia. È così che Jarod intuisce che tutte le ferite rinvenute sul cadavere di Tom se le era inferte lui da solo durante un attacco di follia.
Intanto Miss Parker scopre che ogni primavera, quando sua madre diceva di andare a far visita a sua sorella Dorothy, in realtà andava nel Bed and Breakfast di Ben nel Maine. Scavando fra gli oggetti che la madre aveva lasciato lì, Parker scopre una busta con scritta la parola Rescued (salvati). All'interno ci sono foto e certificati di nascita di bambini che probabilmente Catherine era riuscita a strappare dalla stretta del Centro.
Ben le confessa anche che era innamorato di sua madre, che conosceva un lato di lei ma sapeva anche che aveva una vita che teneva segreta.
Nel frattempo Jarod parla con Daniel Crockett, dipendente di Carol che ha scoperto essere ricercato dalla polizia. L'uomo confessa che Tom si era rifiutato di vendere la scuola di paracadutismo al gruppo sportivo Tasco Adventure e allora Carol aveva deciso di eliminarlo: durante la sua escursione di sopravvivenza nel deserto aveva preso la sua borraccia e l'aveva avvelenata con un estratto preso dalle radici della belladonna, in modo da creare in lui una mente alterata e allucinazioni che l'avevano portato a morire di disidratazione nel deserto. Dopodiché Carol aveva suggerito ad Angela, la vedova di Tom, di usare i soldi dell'assicurazione del marito per ricostruire la scuola di salto, con il falso pretesto di tener viva la sua memoria. In realtà Carol voleva cercare di fare dei miglioramenti per rendere la scuola appetibile per la vendita. Jarod decide di vendicare Tom mettendo Carol nella stessa identica situazione in cui si era trovato lui: dopo un lancio d'emergenza dall'aereo, finge di essersi rotto una gamba e manda Carol a cercare soccorsi da sola con una borraccia che lui stesso ha avvelenato con belladonna. Mentre la donna inizia ad avere allucinazioni nel deserto, lo sceriffo Dwight Kunkle assiste alle sue confessioni in preda al delirio.
Jarod chiama Miss Parker e le fa capire che non la sta depistando, anzi vuole aiutarla a conoscere meglio il suo passato, anche se non è proprio quello che lei si aspettava.
- Nota. In questo episodio Jarod scopre di amare l'arrosto.

## Incendio doloso
- Titolo originale: The Better Part Of Valor
- Diretto da: Anson Williams
- Scritto da: Javier Grillo-Marxuach

### Trama
Jarod diventa un vigile del fuoco del 16º Distretto di Pittsburgh per scoprire la verità che si cela dietro la scomparsa di Tamara Copeland, morta durante l'adempimento del proprio dovere a causa di un incendio in un magazzino.
Al Centro, intanto, i cacciatori si rendono conto che Jarod cerca sempre i suoi "casi" dalle cronache e dagli articoli di giornale e si concentra sui casi di ingiustizie e tragedie familiari. Sydney allora decide di sfruttare le capacità di Angelo (un progetto mal riuscito del Centro) per aiutare nella ricerca di Jarod. Si tratta di un empatico che apparentemente non ha una propria personalità, che viene messo in modo da poter anticipare quale sarà il prossimo caso scelto da Jarod. Miss Parker, invece, è distratta da una vecchia fiamma, Michael Patrick; i due si conoscevano e avevano probabilmente avuto una relazione, ora Michael è sposato e lavora come rappresentante per una ditta farmaceutica. Appena si incontrano, i due vanno a cena e ricordano i loro intensi incontri di scherma, per poi finire con l'andare a letto insieme e passare diverse ore di passione a casa di lei.
Jarod indaga sui suoi colleghi e sulle dichiarazioni dell'investigatore John Zimmerman, da sempre alla ricerca delle cause degli incendi per scoprire se siano dolosi o accidentali. Il capo del distretto è Nick Harrigan, che si comporta quasi da padre per i suoi sottoposti e si è costruito una casa da sogno con le sue mani e sfruttando la devozione dei suoi ragazzi. Fra i vigili del fuoco c'è anche Nancy Gleason, grande amica di Tamara e logorata dal senso di colpa perché quella notte la ragazza aveva fatto un cambio turno con lei. Non convinto del rapporto di Zimmerman sull'incendio ai magazzini Tri-River, che ha causato anche la morte di Tamara, Jarod fa in modo che l'uomo confessi la verità. Tamara aveva trovato Zimmerman sul posto dell'incendio perché lui e Harrigan erano soliti truffare le compagnie di assicurazioni appiccando incendi fasulli. Durante l'incendio Zimmerman aveva avuto un problema a una gamba e Tamara l'aveva portato fuori per salvarlo, non sapendo che Harrigan l'avrebbe bloccata all'interno e avrebbe poi ordinato ai suoi uomini di lasciare bruciare l'edificio come un caso di NVR (Non vale il rischio). Tamara era così morta per asfissia. Jarod decide di vendicare Tamara intrappolando Harrigan nella sua stessa casa per poi dare fuoco alla villa, anche con l'aiuto del cane dalmata Ember, che ha addestrato a dovere. Harrigan confessa ciò che ha fatto mentre tutti i suoi ragazzi lo ascoltano alla radio. Per la delusione, decidono di lasciare bruciare la casa senza intervenire, come se fosse un NVR.
Parker e Sydney seguono la traccia scelta da Angelo come possibile luogo in cui si trova Jarod e si trovano così a visitare un affumicatoio gestito da un ucraino (il signor Borodin) aiutato dal simulatore. L'uomo rivela ai due inseguitori che è già passata un'altra persona a chiedere notizie di Jarod e a lui ha lasciato il suo libretto rosso.
Nel frattempo Jarod deve andarsene, ma viene clamorosamente raggiunto da Michael, che si rivela essere sulle sue tracce. Con l'aiuto del cane, il simulatore riesce a fuggire, a differenza di Michael, che viene torturato da Parker affinché le dica per chi lavora. Alle minacce fisiche di Parker, si trova costretto a confessare che è stato ingaggiato dal Signor Raines. Allo stesso tempo, la donna confessa che lei poche ore prima "stava facendo finta".
A fine episodio, Jarod è diventato il cuoco di un chiosco e usa come ingrediente "segreto" il formaggio spray che ha scoperto alla caserma.
- Nota. In questo episodio Jarod scopre il formaggio spray e i cani dalmata.
Parker dimostra di conoscere bene l'ucraino.

## Squadra antiterrorismo
- Titolo originale: Bomb Squad
- Diretto da: Terrence O'Hara
- Scritto da: Javier Grillo-Marxuach

### Trama
Louisiana. Miss Parker e Sydney fanno visita a un venditore di fuochi d'artificio con il quale Jarod ha lavorato per imparare l'arte delle esplosioni. Il simulatore, infatti, si è unito alla squadra antiterrorismo degli artificieri di Detroit per trovare il "fax bomber" responsabile di diversi attentati, fra i quali un'esplosione che ha accecato una fotografa, Rachel Newton. Jarod fa coppia col collega Daniel Carlson, ex-soldato avvilito da un complesso di inferiorità nei confronti del fratello, eroe decorato con medaglie al merito per la guerra del Vietnam.
Al centro, intanto, il Signor Raines ordina di fare un test con la macchina della verità a Miss Parker, Sydney e Broots per scoprire chi di loro sta rivelando informazioni segrete del Centro a Jarod. Per fare ciò si fa aiutare da Angelo, al quale chiede di assimilare i sentimenti dei tre interrogati.
Basandosi sull'identikit dei profiler, la squadra di Jarod cerca un uomo mancino che probabilmente era un dipendente comunale che si vuole vendicare per qualche torto. Seguendo gli indizi rivelatori dei fax inviati dal dinamitardo, Jarod e Carlson trovano un indiziato, Curtis Haring, un ragazzo scontento e paranoico che vive nel seminterrato della madre e che esige avere i soldi per la sua pensione d'invalidità.
Jarod è convinto che il "fax bomber" in realtà finga soltanto di essere mancino; facendo ulteriori ricerche scopre anche che usa un particolare coltello militare per tagliare i cavi delle sue bombe. Durante le indagini, Jarod chiede anche a un collega di invecchiare la foto di sua madre per avere un'idea di come sarebbe ora.
Al Centro i test mettono in crisi i tre colleghi: Sydney deve mentire quando gli chiedono se si sia mai incontrato con Jarod da solo, Parker è in difficoltà quando deve ammettere che Jarod le ha fatto un regalo personale (il coniglietto), e Broots dice una bugia quando gli chiedono se nasconda dei segreti al Centro. Sulla base degli interrogatori, Angelo capisce che è proprio Broots a nascondere qualcosa. Quando Miss Parker irrompe in casa sua dopo averlo seguito, lo trova con la figlia piccola e un avvocato. In questo modo scopre che il tecnico sta sostenendo una battaglia legale con l'ex-moglie per ottenere l'affidamento esclusivo della figlia Debbie, ma ora è in difficoltà perché l'avvocato rinuncia al suo caso. Per la prima volta l'uomo minaccia Miss Parker e la invita a non interferire mai più nella sua vita privata.
Intanto Jarod rimane scioccato quando Curtis rimane vittima di un'esplosione nel suo scatinato. Il ragazzo finisce in ospedale e Carlson si prende il merito di aver catturato il "fax bomber". Ma il simulatore scopre il coltello usato per tagliare i cavi in casa del collega ed è sempre più sicuro che sia lui l'attentatore.
Jarod si fa aiutare da Rachel, la donna rimasta cieca, alla quale chiede di ricordare il giorno dell'attentato.
Per farlo, crea per lei una simulazione in stile "camera oscura" per cercare di farle ricordare le sensazioni che aveva provato e le cose che aveva visto poco prima dell'esplosione. Rachel ricorda un odore particolare, quello di una medicina che si usa per lenire i dolori muscolari. E Jarod nota che Carlson ne fa uso per la sua vecchia ferita di guerra alla spalla.
Il simulatore prepara una trappola per Carlson: fingendo che il "fax bomber" sia tornato in azione, piazza una finta bomba in un ascensore e lo costringe a confessare che installava bombe in città per poterle poi disinnescare e fare la parte dell'eroe. Carlson ammette la sua colpa e più tardi viene arrestato dal capo della squadra.
Nel frattempo è Angelo a continuare le ricerche in Internet del simulatore. Quando trova una foto della madre di Jarod lasciata dal fuggitivo sui siti di ricerca di persone scomparse, fa in modo che Raines non la veda e passa oltre.
- Nota. In questo episodio Jarod scopre il gioco per bambini Mr. Potato.

## Un uomo innocente
- Titolo originale: Prison Story
- Diretto da: Oscar Costo
- Scritto da: Steven Long Mitchell e Craig W. Van Sickle

### Trama
20/05/1970. Il piccolo Jarod compie una simulazione per mettersi nei panni di Julius Rosenberg poco prima che lo giustiziassero per capire se fosse davvero innocente.
Jarod infatti ha preso i panni di una guardia del penitenziario di Oakfield (Maryland) per salvare la vita di Carl Will, che ha passato gli ultimi cinque anni in prigione ed è condannato alla pena di morte, che sta per essere eseguita visti i fallimenti degli appelli sostenuti da parte della figlia Jessica.
Sul fronte Centro, Miss Parker segue un'indicazione trovata in un tubo di un gabinetto nell'ultimo rifugio di Jarod. Sembra che il simulatore abbia un appuntamento con un "cowboy" al Top Hat Café riguardo ai "fratelli Parker". Intanto nella Torre sono convinti che Parker e Sydney non riescano a scovare Jarod perché sono troppo coinvolti emotivamente con lui, così decidono di mettere anche Broots a lavorare stabilmente sul campo con loro due. I tre allora fanno una visita al "Top Hat Cafe" e alloggiano al Park Place Motel insieme.
Intanto Jarod conosce i suoi colleghi: Morris Clancy, guardia dai metodi discutibili, e Tommy Larson, padre di famiglia e succube dei modi di Clancy. Parlando con il condannato a morte e con la figlia Jarod scopre la storia di Will: arrestato e imprigionato per furto d'auto, il detenuto stava per uscire di prigione per buona condotta dopo cinque anni di carcere, quando era stato incriminato per l'accoltellamento di un altro prigioniero, Anthony Lewis, per poi essere condannato a morte. Jarod crede alla sua innocenza e scopre che in realtà Lewis non era stato l'unico detenuto a essere ucciso in quella prigione.
Jarod fa anche amicizia con il detenuto Henry Cockran, amante dei fiori e molto legato al ricordo della defunta moglie, alla quale non aveva potuto dire addio perché il direttore non l'aveva lasciato andare al funerale.
È proprio Henry a mettere Jarod sulla strada giusta e a fargli capire che le guardie della prigione sono corrotte.
Jarod fa parlare Larson, invitandolo a smetterla di coprire il collega. Così scopre un vero e proprio sistema portato avanti da Clancy, che aveva il compito di zittire detenuti appartenenti a una particolare famiglia mafiosa.
Durante l'attesa al motel, dove Jarod ha lasciato per loro indizi basati su Monopoli, Miss Parker litiga con Sydney e Broots, comportandosi in modo scontroso e facendo le sue solite battute irriverenti. Più tardi, però, la donna si sente male e arriva addirittura ad accasciarsi per il dolore, così Sydney fa chiamare un dottore. Il collasso è stato causato da un'ulcera. E il medico le fa capire che deve cambiare stile di vita se vuole stare meglio. Sydney le lascia intendere che deve tenere a bada i suoi sentimenti nei confronti di Jarod, se non vuole aumentare i suoi livelli di stress.
Quando la donna vede un "cowboy" al telefono di fronte al motel, i tre inseguitori lo raggiungono e lui rivela di essere un pony express che deve fare una consegna proprio a loro: la tessera "Uscite gratis di prigione" del Monopoli. Allora Parker si rende conto che il vero indizio su dove trovare Jarod era nella camera vicino alla loro e si basava proprio sul gioco di Monopoli, i cui creatori erano i Parker Brothers ("fratelli Parker"). Sullo specchio c'è un messaggio del simulatore, che li invita a raggiungere il penitenziario.
Intanto Jarod decide di far confessare Clancy chiudendolo nella camera a gas, dove gli fa credere che lo ucciderà. Pensando di stare per essere gassato, Clancy ammette di aver ucciso Lewis e anche diversi altri detenuti prima di lui, il tutto con il microfono in vivavoce in modo che il direttore della prigione, i protestanti fuori dal carcere e gli altri prigionieri lo sentano. Quando i suoi inseguitori arrivano, Jarod riesce ad andarsene inosservato in mezzo alla folla di protestanti.
Qualche tempo dopo, si presenta a una ditta di produzione di giochi con una sua idea per un nuovo gioco in scatola.
- Nota. In questo episodio Jarod scopre lo slinky e il gioco Monopoli.

## Falsa accusa
- Titolo originale: Bazooka Jarod
- Diretto da: James Whitmore Jr.
- Scritto da: Juan Carlos Coto

### Trama
Miss Parker è ancora perseguitata dal ricordo della morte di sua madre, però trova il tempo di visitare l'ultimo luogo in cui ha lavorato Jarod: la fogna centrale della città di Dover. Quando la donna esce dal tombino, irritata per l'ennesimo buco nell'acqua, si trova di fronte a un'enorme casa bianca identica a quella visibile in una delle foto di sua madre, quelle recuperate nel Maine nella busta "Rescued".
Intanto Jarod simula di essere il tenente comandante Forrester e si infiltra sulla U.S.S. Monroe per investigare sulla morte di Scott Seaver, sottufficiale rimasto ucciso a causa di una perdita di gax JX-5 nella sala pompe della nave. Dopo un efficiente risultato in una simulazione di attacco con un'altra nave, che conduce Jarod e i suoi alla vittoria virtuale, il simulatore conquista la fiducia del tenente comandante Chris Nashton. Durante i suoi giorni da ufficiale, Jarod conosce anche Paula Pratt, l'addetto alla sicurezza, che ha dei dubbi sul suo trasferimento e sui documenti forniti da Jarod. La figlia di Paula, Melina, è un'adolescente ribelle, che sente molto la mancanza del padre (distaccato nell'oceano indiano) e vive con disagio le poche attenzioni che la madre le dà. Jarod fa amicizia con la ragazzina e la riporta sulla retta via quando vorrebbe scappare di casa, aiutandola a ricostruire il rapporto con sua madre, che così inizia a fidarsi di lui. Un altro soggetto aiutato da Jarod è il soldato Mike Baker, rimasto sconvolto dalla morte del suo migliore amico Scott al punto da voler rassegnare le dimissioni dal corpo.
Intanto Miss Parker visita la Casa dei Bambini dove sua madre andava spesso. Nonostante le sue domande a un uomo che conosceva sua madre, il responsabile non sa nulla dei bambini ritratti nelle foto fornite da Parker. Però le comunica che anni prima, nell'Aprile del '70 (mese della morte di Catherine), c'era stato un enorme incendio che aveva distrutto la loro documentazione. Più tardi, Parker, continua le ricerche negli archivi dei bambini scomparsi del municipio di Dover, solo per scoprire che Jarod è passato prima di lei e ha portato via tutte le cartelle rimaste, lasciandole un ironico messaggio per segnalarle che "è arrivato prima lui".
Le indagini di Jarod lo portano a sospettare di Nashton, che aveva ordinato di sigillare la stanza durante la fuoriuscita di gas mentre il sottufficiale Scott Seaver è ancora all'interno. La spiegazione ufficiale è che non c'è stato abbastanza tempo per tirarlo fuori senza arrecare danni all'intera nave e che la saldatura effettuata da Seaver si era rivelata eseguita in modo scorretto. Jarod studia le saldature dei tubi e scopre che sono state eseguite con l'acetilene, come è solito fare il tenente Albert Danes, e non Seaver, che usava sempre il tungsteno. Dopo averlo convinto a parlare, Danes rivela a Jarod che Seaver aveva scoperto che le saldature erano state fatte male e dovevano essere risistemate, ma questo avrebbe rallentato la partenza della Monroe e avrebbe bloccato l'ascesa nei ranghi di Nashton. Più tardi, lo stesso Nashton aveva ordinato a Danes di saldare la tubatura che aveva causato l'incidente, per fare in modo che sembrasse che fosse stato Seaver a pasticciare con le saldature.
Miss Parker, invece, riceve una strana visita di Sydney, che la invita a smettere le indagini sul passato di sua madre. Quando la donna gli chiede se sia una minaccia, lui risponde che è "l'avvertimento di un amico fidato".
Jarod fa sì che Nashton rimanga bloccato nella sala pompe che si sta riempiendo di nuovo di gas, costringendolo così a confessare l'omicidio di Scott. Le sue parole sono sentite in comunicazione radio e così Nashton viene arrestato dalla polizia militare a Long Beach.
Parker arriva appena in tempo sulla nave e finge con l'addetto alla sicurezza che Jarod sia un criminale ricercato, ma come sempre lui è un passo avanti a lei e riesce a scapparle proprio da sotto il naso. Le lascia, però, il solito ricordino: un disegno che ricorda lo stile della battute che si trovano nelle cicche "Bazooka" (ultima ossessione del simulatore) nel quale le fa capire che conosce ancora dei segreti su di lei. Melina e sua madre, invece, hanno in regalo i biglietti per il concerto dei R.E.M. e la ragazza riceve un telegramma dal padre nel quale le dice che gli manca.
A fine episodio Jarod è in viaggio su un cammello, in un posto non ben definito, ma a distanza notevole dal Pacifico.
- Nota. In questo episodio Jarod scopre i R.E.M. e le cicche Bazooka.

## La prima volta di Jarod
- Titolo originale: Ranger Jarod
- Diretto da: Ian Toynton
- Scritto da: Chris Ruppenthal

### Trama
Il Centro, 1969. Sydney compie un esperimento sulla sessualità con Jarod e lo mette per la prima volta di fronte a una ragazza: Miss Parker.
Oregon, oggi. Jarod sta mangiando in una tavola calda dell'Oregon quando si scontra con una donna latina che lo affascina immediatamente. Poco dopo sente al telegiornale la notizia della scomparsa di Victor Simpkins, ornitologo che non è tornato dalle montagne dove stava studiando le abitudini di nidificazione delle aquile e è stato dichiarato disperso dalla madre dopo cinque giorni di assenza. Così Jarod finge di essere un ex-ranger dell'esercito per unirsi al gruppo di ricerca nella Foresta di Toluca in Oregon, guidato dal Ranger Stan Conrad.
Jarod si trova a fare coppia proprio con la donna con la quale si era scontrato, Nia Pedron. Viene dall'Argentina, ama Star Wars e fa battute divertenti. Non ci vuole molto prima che il simulatore ne rimanga colpito e ciò gli fa ricordare i primi momenti in cui aveva provato attrazione per una femmina. Così si ritrova a vedere spesso i DSA dei suoi primi incontri con Parker e chiama anche Sydney per chiedergli consiglio sul perché si senta così strano.
La loro conversazione, che in seguito viene usata da Broots per capire dove si trovi Jarod, viene dunque ascoltata anche dalla stessa Miss Parker, che dimostra il suo disagio di fronte ai due colleghi. La donna si comporta in modo strano e pare evidentemente disturbata dal fatto che Jarod provi qualcosa per un'altra. Si ritrova addirittura a ricordare il loro passato condiviso: il giorno dopo averlo conosciuto, Miss Parker gli aveva fatto nuovamente visita per stuzzicarlo, ma il piccolo Jarod le aveva fatto capire che era nervoso solo perché non aveva mai visto una ragazza. Dopo un contatto di mani fugace, lei era arrivata addirittura a rivelargli all'orecchio il suo vero nome, anche se ben lontana da orecchie indiscrete.
Jarod dorme a casa di Nia, che gli offre un alloggio, e la sente avere degli incubi durante la notte. Dalle parole che pronuncia in spagnolo, capisce che la ragazza ha avuto un'esperienza terribile legata alle vicende dei Desaparecidos. Continuando le ricerche, i due scoprono prima un moschettone di Victor, ben lontano dalle zone di ricerca che sta pattugliando Conrad. Poi fanno la conoscenza di "Big Bob", un mezzo matto che gestisce un commercio di tartufi con il suo "socio" "Little Bob", un maiale che si era spaventato poche notti prima per il rumore di uno sparo e per lo scoppio di dinamite.
Quando il gruppo trova lo zaino di Victor vicino al fiume, Conrad sposta la zona di ricerca, ma Jarod non è convinto. Così lui e Nia rimangono sulla montagna e scoprono il relitto di un aereo caduto. All'interno c'è il cadavere del pilota, ucciso però da uno sparo.
Il simulatore intuisce che Simpkins era andato a dare una mano a un pilota e aveva così assistito all'omicidio da parte dell'assassino. Jarod capisce subito che si tratta del Ranger Conrad, che doveva prendere i soldi guadagnati dopo la vendita di una spedizione di droghe illegali (trovate nell'aereo). Conrad aveva poi intrappolato Simpkins da qualche parte per non farlo parlare, facendo saltare della dinamite.
Mentre Broots cerca di scoprire dove si trova Jarod analizzando la canzone che si sente durante la telefonata, Miss Parker ripensa ancora a quando erano piccoli e si ricorda del loro primo bacio, iniziato da lei dopo aver affermato che "le ragazze maturano prima dei maschi".
Durante la notte trascorsa da soli in montagna, Jarod e Nia si conoscono a fondo e scoprono di avere molto in comune, inclusa un'infanzia travagliata che li ha portati lontani dalle rispettive famiglie: Nia, infatti, era stata bambina durante le agitazioni in Argentina e da allora non ha mai più rivisto i suoi genitori. La grande comprensione che si crea fra i due sfocia anche in amore reciproco, tanto che finiscono per fare sesso; per Jarod è la sua 
```
prima volta.
```

Il giorno dopo, i due trovano Victor in una miniera abbandonata, dove Conrad aveva fatto saltare l'ingresso per ostruire il passaggio.
Jarod adesca Conrad in modo che torni alla miniera e lo convince a confessare per non lasciarlo bloccato come lui aveva fatto con Victor. Tornati a casa di Nia, Jarod sa che deve per forza andarsene, se non vuole che il Centro controlli Nia per il resto della sua vita. I due si scambiano un doloroso addio e capiscono che probabilmente non si rivedranno mai più. Quando Miss Parker fa visita alla donna, intuisce subito che non è stata una semplice conoscente di Jarod, ma anzi qualcuno di molto importante per lui.
- Nota. In questo episodio Jarod scopre Star Wars, I tre marmittoni (The Three Stooges), l'Orso Smokey e l'esperienza di fare l'amore con una donna.

## Reportage omicida
- Titolo originale: Jaroldo
- Diretto da: James Whitmore Jr.
- Scritto da: Juan Carlos Coto

### Trama
New York, Miss Parker e Sydney fanno visita a un agopunturista hippy che spiega come abbia insegnato la tecnica a Jarod perché voleva simulare le difficoltà che incontrerebbe una persona con poca mobilità agli arti.
Il libretto rosso lasciato da Jarod li conduce verso un magazzino abbandonato nel Bronx. Sydney intuisce che Jarod non voleva che andassero lì. All'interno ci trovano due ragazzi che li aggrediscono e rapinano e, durante la colluttazione, un colpo della pistola di Parker colpisce Sydney a una gamba. I due ladri li rinchiudono e i due si rendono conto che nessuno, nemmeno Broots sapeva dove erano diretti.
Jarod è diventato un cameraman a Seattle per un team che si occupa di riprese di eventi pericolosi. Dopo aver aiutato un potenziale suicida, convincendolo a non saltare in cambio del suo aiuto, Jarod convince i suoi colleghi che può prendere il posto di Ken Watanabe, cameraman rimasto ferito durante una sparatoria fra gang rivali e che ha perso l'uso di un braccio.
Visionando i video originali dell'evento, Jarod si rende conto che 	Phil Campbell, l'anchorman, indossava un giubbetto antiproiettile, come se fosse già stato a conoscenza dell'imminente sparatoria.
Dopo alcune indagini, Jarod fa visita a D-Mac, il capo di una delle due bande. In questo modo scopre che il ragazzo aveva ricevuto una telefonata da qualcuno che voleva avere informazioni sulla guerra fra bande. In realtà anche il capo dell'altra banda aveva ricevuto una chiamata simile.
Investigando, Jarod scopre che era stato proprio Phil a telefonare.
Intanto Miss Parker e Sydney scoprono che l'edificio in cui si trovano è stato minato e dunque deve essere demolito. Convinti di avere poche ore di vita, parlano molto dei propri rimpianti. Dalla loro conversazione ci rendiamo conto che la donna è sottomessa al padre e non riesce ad andarsene e a rinunciare alla ricerca di Jarod, mentre Sydney ha rimorsi di coscienza per non essere scappato con Jarod quando avrebbe potuto salvarlo dal Centro.
Preoccupato quando Sydney non risponde alle sue mail, Jarod dà a Broots le informazioni per trovarli e metterli in salvo.
Durante il periodo di segregazione, Parker ha anche modo di ricordare quanto Sydney le sia stato vicino dopo la morte della madre e di come l'abbia sostenuta il giorno del funerale, anche solo stringendole la mano.
Questa esperienza porta i due a perdonarsi a vicenda e riavvicinarsi, come quando lei era piccola.
Jarod, intanto, ha intuito che la sparatoria durante la quale Ken era rimasto ferito era stata orchestrata da Phil, che cercava di ottenere la stima del nuovo direttore Rockwell con un servizio incredibile. Di fatto era stato lui a fare in modo che le due gang si scontrassero e aveva portato il suo cameraman in mezzo al pericolo, noncurante dei rischi che avrebbe corso.
Con l'aiuto di D-Mac e di Annie, una montatrice del canale per il quale sta lavorando, Jarod inscena una storia inventata, mettendo Campbell in mezzo alla linea di fuoco. Mandando l'evento in onda in diretta, Campbell confessa davanti al pubblico ciò che ha fatto.
Broots trova Miss Parker e Sydney. La prima cosa che fa la donna è rubare una sigaretta a un poliziotto, poi si comporta in modo freddo e distaccato con Broots, facendogli capire che non lo ringrazierà per averli salvati e mostrando a Sydney che la sua maschera da "regina di ghiaccio" è tornata al suo posto.
Prima di andarsene, Jarod fa in modo di trovare un lavoro per Dave, l'uomo che ha salvato dal suicidio, e lascia a Ken un'attrezzatura che gli permetterà di tornare a riprendere anche con un braccio solo.
A fine episodio lo vediamo intento a saltare da una scogliera per stabilire un nuovo record mondiale.
- Nota. In questo episodio Jarod scopre la pizza e il basket.

## Coma
- Titolo originale: Under the Reds
- Diretto da: Charles Siebert
- Scritto da: Lawrence Meyers e Javier Grillo-Marxuach

### Trama
Miss Parker e Sydney visitano un laboratorio dove l'assistente che aveva lavorato con Jarod spiega che il simulatore stava facendo esperimenti su topi in stato comatoso e in particolare con uno di essi, che era riuscito a svegliare e aveva chiamato Jacob. Sydney scopre che il suo pupillo stava studiando un trattamento che potrebbe aiutare i pazienti in coma a svegliarsi, la “tecnica di Halstrom”.
Jarod, intanto, si è unito ai paramedici di Atlanta (Georgia) e ha fatto in modo di diventare di partner di Gary Rennert, un autista di ambulanza ambizioso, e Julie Thorton, che sta studiando per diventare medico.
Si trova lì per investigare sull'incidente di uno studente, Steven Chambers, finito in coma dopo aver avuto un incidente durante un incontro scolastico di wrestling. Studiando il percorso fatto da Rennert con l'ambulanza per portare il ragazzo all'ospedale Queen of Mercy, Jarod capisce che Steven avrebbe avuto maggiori possibilità di salvarsi se fosse arrivato prima in ospedale, e dunque se fosse andato in un pronto soccorso più vicino al luogo dell'incidente.
Mentre investiga su Rennert, Jarod si trova ad affrontare il signor Vargas, ispettore che sta studiando a fondo i suoi fascicoli in quanto ha intuito che Jarod non è chi dice di essere.
Sydney, intanto, sparisce dal Centro, lasciando a Miss Parker il compito di trovarlo. Studiando i suoi movimenti bancari, scopre le somme che versa ogni anno al Mount Pleasant, così va alla casa di cura dove è ricoverato Jacob. Lì scopre che Sydney sta cercando di risvegliare il fratello gemello, in coma sin da quando avevano avuto un incidente d'auto avvenuto mentre lui stesso era alla guida. Il rimorso per l'incidente è tale che Sydney continua a ripensarci da 30 anni, e ricorda che Jacob stava cercando di metterlo in guardia sull'etica del loro lavoro e sul fatto che il Centro mentiva sui bambini che usavano per le simulazioni e sulla loro provenienza. Grazie alla tecnica di Halstrom, Jacob si sveglia e riesce a scrivere su un foglio la sigla "SL 27".
Jarod intavola dei rapporti anche coi genitori di Steven, che continuano a stare al capezzale del loro figlio nella speranza che si svegli. In realtà la madre rivela a Jarod che vorrebbe donare gli organi di Steven, anche se suo marito non riesce a darsi per vinto del tutto all'idea di perdere il ragazzo. Più tardi, Jarod trova il suo topolino tornato in coma. Realizza così che la cura ha un difetto e riesce a fornire un risveglio solo temporaneo del paziente, che poi torna in uno stato comatoso.
Intanto il signor Raines scopre dove sono Miss Parker e Sydney, così ordina alla donna di uccidere Jacob per proteggere il Centro.
Jarod si confronta con Julie e le fa dire la verità su quanto è successo la sera dell'incidente di Chambers. Così scopre che Rennert faceva in modo di accompagnare pazienti all'ospedale Queen of Mercy e aveva instaurato un sodalizio con l'amministratore, il dottor Fletcher, che lo pagava con delle bustarelle per ogni paziente che portava, in modo da permettere all'ospedale di prendere soldi dalle assicurazioni dei pazienti.
Per vendicare Chambers e incastrare entrambi, Jarod organizza un finto incidente, e chiama come "vittima" il suo vecchio assistente al laboratorio. Quando Rennert prende i suoi soldi da Fletcher per aver portato il ragazzo al Queen of Mercy, Jarod e altri testimoni (fra i quali la dottoressa Corey, diventata amica di Jarod durante le ore trascorse a curare Steven) mettono in luce l'attività illegale. Così Fletcher e Rennert vengono entrambi arrestati.
Quando la squadra di spazzini arriva al Mount Pleasant, Miss Parker si trova a dover uccidere Jacob davanti a Sam, affinché Raines abbia prova della sua lealtà e possa verificare che porti effettivamente a termine il suo incarico, visto il suo legame con Sydney. Parker, invece, organizza un piano con Syd e fa credere a Sam di aver soffocato Jacob, mentre in realtà ha fatto finta di uccidere Sydney e non ha torto un capello al gemello.
Quando Parker e gli spazzini spariscono, Sydney torna nella camera del gemello e scopre che prima di tornare in coma ha scritto un altro messaggio per lui: "Non è stata colpa tua".
Jarod assiste impotente alla morte di Steven, al quale viene staccata l'alimentazione che lo teneva in vita. La sofferenza lo porta a chiamare Sydney, perché si ricorda di quando lo psichiatra gli diceva che "non può salvare tutti" e ora ha capito che aveva ragione.
Sydney lo ringrazia e gli fa capire che la tecnica di Halstrom è servita: il biglietto di Jacob ha finalmente sollevato Sydney dal senso di colpa per aver provocato lo stato comatoso del fratello col loro incidente d'auto.
A fine episodio, Jarod porta il cuore donato dai genitori di Steven a un bambino di Cleveland.
- Nota. In questo episodio Jarod scopre le zampe di coniglio portafortuna e il film Frankenstein.

## Il ciclone Cassandra
- Titolo originale: Keys
- Diretto da: Terrence O'Hara
- Scritto da: Juan Carlos Coto

### Trama
Miss Parker è in Florida e sta visitando l'ultimo luogo in cui è stato Jarod: stava imparando addirittura a fare wrestling con gli alligatori! Divertita quando scopre che aveva chiamato quello più feroce come lei, perde il sorriso quando scopre che le ha lasciato una chiave per una cassetta di sicurezza della Dover Town Bank. All'interno trova un rapporto medico risalente a decenni prima e che riguarda il ricovero di sua madre Catherine per percosse. Le foto della donna sono agghiaccianti, era stata brutalmente picchiata da qualcuno.
Miss Parker ricorda subito che la notte del Ringraziamento di quell'anno aveva sentito la madre litigando con qualcuno, ma non riesce a ricordare chi fosse in cucina con lei.
Intanto Jarod è a Bahia Grande e si sta occupando di un ufficiale della pattuglia della marina, Efram Bartlett, che estorceva denaro dalle famiglie di rifugiati haitiani, ricattando gli emigranti dopo il loro arrivo negli Stati Uniti. Quando le famiglie non potevano pagare, Bartlett chiudeva i gruppi in una baracca che si trovava lungo il percorso degli uragani e li lasciava lì a morire. Una bambina, Simone, è sopravvissuta a questa agonia perché i suoi genitori le hanno fatto scudo col loro corpo per proteggerla, finendo con l'essere uccisi. Di lei si occupano proprio Jarod, che l'ha portata via da un ricovero per non farla tornare ad Haiti, e Pat, impacciato ma gentile proprietario dell'hotel Bahia Bay che ha deciso di trasferirsi subito dopo che Simone sarà andata in ospedale.
Miss Parker affronta suo padre in merito all'aggressione della madre, e ancora una volta l'uomo la invita a non credere alle "bugie" raccontate da Jarod, perché sua madre si era suicidata. Poi la esorta a continuare a inseguirlo anche se lei vorrebbe lasciare l'incarico.
Broots scopre che Jarod sta seguendo il percorso dell'uragano Cassandra e dunque si trova a Bahia Grande. Spronata da Raines, Parker decide di andarci da sola con Sam, noncurante del pericolo e con gran preoccupazione di Sydney.
Per vendicarsi con Bartlett, Jarod lo fa finire in trappola nella boscaglia: il criminale rimane appeso all'interno di una rete fatta di corda molto spessa, mentre Jarod gli comunica che ha mandato un dossier su di lui alle autorità.
Quando l'uragano Cassandra si sta avvicinando a Bahia Grande, Jarod lascia Bartlett solo per tornare da Pat e Simone, convinto che siano partiti per andare in ospedale. La bambina, infatti, ha bisogno di cure adeguate per la sua febbre, sempre più grave; tuttavia Pat e Simone non sono riusciti ad andarsene perché il ponte è crollato e potevano solo tornare all'hotel. E nel frattempo sono stati bloccati dall'arrivo di Miss Parker e Sam!
Quando l'occhio del ciclone passa sull'isola, Jarod parla a lungo con Miss Parker, cercando di convincerla a dirgli qualcosa su di sé in caso che non sopravvivano all'uragano. Poi i due hanno diversi scambi sul signor Parker e su Catherine. Parker arriva addirittura a dare a Jarod del bugiardo e ad accusarlo di aver falsificato il rapporto medico, ma lui le dice che non l'avrebbe mai fatto e non può nasconderle la verità.
Quando le condizioni di Simone si aggravano, il simulatore convince Miss Parker a lasciarlo andare al capannone del rimessaggio, che si trova dall'altro lato dell'isola, dove potrà prendere della penicillina per salvare la bambina. Parker accetta, a patto di andare con lui.
Durante il viaggio in macchina, Jarod spiega a Parker che scoprire la verità su sua madre è un fatto personale, perché Catherine stava cercando di portarlo via dal Centro. La macchina si blocca e i due devono raggiungere la rimessa a piedi in mezzo alla pioggia. Quando ci arrivano, però, vengono intercettati da Bartlett, che si è liberato divorando le corde e perdendo così due molari. Il criminale li ammanetta, promettendo di ucciderli non appena passerà l'uragano.
Intanto al Centro Sydney è preoccupato per Parker e parla sia con suo padre, consapevole che la moglie teneva delle sedute psichiatriche con lui, sia con Raines, al quale chiede come mai sia diventato così spietato. Quando il pilota avvisa che possono partire, Broots e Sydney si precipitano a Bahia Grande.
Jarod e Parker parlano ancora dei suoi ricordi dell'aggressione e lei ammette di non aver visto l'uomo che aveva picchiato la madre. Jarod le spiega anche che Catherine aveva cercato di salvare lui e altri bambini, quelli "sfortunati". Le rivela di aver trovato questo informazioni e altro materiale in una cassetta di sicurezza di Catherine.
Per liberarsi, Miss Parker si sloga un pollice per togliersi le manette. Poi affronta Bartlett, che fa cadere le chiavi vicino a Jarod, che riesce a liberarsi. Durante la colluttazione, Parker ha la peggio e Bartlett sta per spararle con un fucile, ma Jarod la salva, stendendo Bartlett chiudendolo in una gabbia metallica. Ovviamente lascia Miss Parker legata a un palo con una corda. Quando lei gli chiede perché le abbia salvato la vita, Jarod risponde che ricorda ancora la bambina che gli ha dato il suo primo bacio. Mentre Jarod torna da Pat, alcuni suoni causati dall'uragano riportano a galla dei pensieri sopiti nella mente di Miss Parker, che ricorda meglio la notte del Ringraziamento. Finalmente rivede il volto dell'assalitore: era stato il signor Raines. Decisa a riprendere Jarod, Parker chiede aiuto a Bartlett, che si rotola con la gabbia per arrivare alla scrivania e prendere le chiavi di scorta. Quando lui si libera, Parker lo stende e corre verso l'hotel per raggiungere Jarod.
Intanto Jarod raggiunge Pat con la penicillina, ma Sam lo blocca e minaccia di sparargli. Per aiutarlo, Pat colpisce lo spazzino che cade a terra privo di sensi. La tempesta è ormai finita e Jarod vede arrivare l'elicottero del Centro. Con l'aiuto di Pat, che distrae Sydney e Broots, Jarod porta in salvo Simone e decolla, proprio mentre Miss Parker sopraggiunge e punta la pistola verso di lui per bloccarlo. Tuttavia, un po' per la lontananza dell'elicottero, un po' per mancanza di volontà, Parker decide di lasciarlo andare via e abbassa la pistola.
Quando torna al Centro, Parker chiarisce a Raines che il regno di terrore che aveva instaurato è finito e che, da ora in poi, lei continuerà a occuparsi di Jarod, ma lui non dovrà più minacciarla nel suo lavoro.
A fine episodio, Miss Parker riceve il regalo che Jarod le ha mandato un paio di giorni prima: un anello lasciatole da Catherine.
Poco dopo il simulatore la chiama e lei lo ringrazia per l'anello, ma gli conferma anche che è convinta che sua madre sia morta a causa sua e perché cercava di aiutarlo. Lo avvisa anche che non inseguirà più il suo passato come ha fatto finora, e Jarod la mette in guardia perché potrebbe essere il passato a inseguire lei.
- Nota. In questo episodio Jarod scopre i fenicotteri di plastica e le lotte di wrestling fra alligatori e addestratori. È anche il primo episodio in cui compare il signor Parker.

## Alla ricerca del passato
- Titolo originale: Unhappy Landings
- Diretto da: James Whitmore Jr.
- Scritto da: Juan Carlos Coto, Javier Grillo-Marxuach e Lawrence Mayers

### Trama
Il marshall Bob Garrison e il suo collega Lane stanno trasportando un "camaleonte" diventato testimone protetto. Ma non è Jarod, che sta facendo finta di essere il marshall Jarod Cody, incaricato di trasportare Lon Chaney in aereo. Garrison e Lane hanno da poco perso il testimone Jimmy Rayford, collaboratore di un cartello colombiano che contrabbandava cocaina e che aveva coinvolto l'amico Eugene Diggs nei suoi traffici facendogli credere di importare caffè. Rayford si sarebbe buttato dall'aereo durante il trasferimento, dopo aver accoltellato Garrison alla schiena.
Nel frattempo, Miss Parker continua a cercare informazioni sulla morte della madre e incarica Broots di fare delle ricerche top secret sui bambini che Catherine aveva salvato dal Centro negli anni '60.
Jarod non è convinto della storia di Garrison e indaga a fondo. L'avvocato di Eugene, Karen Michaels, è preoccupata per il suo testimone e quando il ragazzo la chiama per è proprio Jarod che lo convince a lasciarsi aiutare da loro. Durante l'incontro, però, Lane e Garrison sparano contro il ragazzo che, spaventato, scappa di nuovo. Il comportamento dei due insospettisce molto Jarod, che prova a fare ulteriori indagini sull'incidente. Eugene e Jimmy erano molto amici e Jarod non capisce come mai Jimmy avrebbe abbandonato il ragazzo a se stesso sapendo che era innocente. Ciò riporta a galla il ricordo di un ragazzo che Jarod aveva conosciuto al Centro quando era solo un bambino, nel 1968. Il simulatore è tormentato dal fatto di non sapere che fine abbia fatto. Guardando alcuni DSA, però, ricorda che si chiamava Kyle e che Sydney gli aveva fatto avere un incontro con lui, per permettergli di trovare un "amico".
Intanto Broots è spaventato dal lavoro che sta facendo per Miss Parker e la donna gli rivela che è legato a sua madre. Poi gli suggerisce di invecchiare la foto di qualche bambino e metterla in rete. Quando Broots afferma di averne localizzata una, Dara Landers, Parker va a far visita alla madre e scopre che in realtà Dara, è morta all'improvviso, senza nessun motivo apparente. La madre le dona il braccialetto che la bambina indossava quando l'avevano adottata, che riporta la scritta "SL-27".
Jarod guarda la confessione di Rayford, che aveva chiarito che la colpa era solo sua e il suo partner, Diggs, non sapeva nulla dei suoi traffici. Rayford aveva poi instaurato un accordo affinché Eugene testimoniasse contro il cartello di Arellano e fosse lasciato in pace. Intuendo che Garrison non dice la verità sull'incidente, Jarod fa delle simulazioni e scopre che probabilmente Garrison si era procurato la ferita da solo.
Con l'aiuto di Helen Jarod attira nuovamente Eugene e ottiene la sua fiducia, poi lo mette in una casa controllata dai federali.
Intercettando le telefonate di Garrison, scopre che il marshall è stato corrotto dai colombiani per eliminare qualunque testimone che possa parlare del cartello di Arellano. Quando Garrison e Lane partono col volo per trasportare Eugene, Jarod sale a bordo di nascosto per aiutarlo. Garrison stende il collega Lane, in modo da non avere testimoni, poi cerca di manomettere l'aereo in modo che esploda. Jarod lotta con lui, ma non sa che l'uomo collaborava anche con Karen Michaels. La donna uccide Garrison e Jarod riesce a salvarsi solo con l'aiuto di Eugene. Karen innesta comunque il dispositivo per far saltare il sistema elettronico dell'aeroplano, ma Jarod riesce a sistemarlo usando la sua stella come conduttore fra due cavi.
Sydney, intanto, si vede con una psichiatra alla quale confessa i suoi timori e i suoi desideri più grandi. Le rivela di immaginare spesso di uccidere Raines, e che teme di non reggere alla volontà di farlo, visto che si è anche comprato una pistola. Si dimostra anche molto preoccupato per Miss Parker e le sue indagini.
Broots intanto è sconvolto perché scopre che anche tutti gli altri bambini salvati da Catherine sono morti negli ultimi sei mesi in circostanze misteriose.
Raines scopre che Broots ha più volte staccato il suo computer dalla rete del Centro, ma non sa per quali indagini. Mentre cerca di torchiarlo, Sydney interviene in suo aiuto, dimostrando di essere l'unico in grado di contrastare Raines.
Eugene riesce a presentarsi al processo e testimoniare contro Arellano, poi Jarod fornirà a lui e alla moglie delle nuove identità per farli sparire e vivere tranquilli. A fine episodio, il simulatore lavora come cuoco in un luna park, dove usa come ingrediente segreto le latte di S.P.A.M. da poco scoperte.
- Nota. In questo episodio Jarod scopre la carne in scatola SPAM.

## Il sicario
- Titolo originale: Jarod's Honor
- Diretto da: Terrence O'Hara
- Scritto da: Tommy Thompson e Chris Ruppenthal

### Trama
Jarod riceve una strana mail da Sydney che gli suggerisce di andare a cercare un uomo a New Orleans che potrebbe conoscere segreti del suo passato. Per trovarlo gli manda una sua foto in bianco e nero.
Quando arriva a New Orleans, Jarod prenota in una camera di un albergo e viene distratto quando trova un uomo agonizzante in una stanza e non riesce a salvarlo. Jarod non ha tempo di dispiacersi, perché scopre che l'uomo era un sicario zoppo col vizio di fare foto in bianco e nero alle sue vittime.
Quando riceve una chiamata del committente del prossimo omicidio, Jarod non può fare altro che prendere il posto del sicario.
Intanto Miss Parker vorrebbe smettere di fumare e i due colleghi la prendono in giro per questo; Sydney ha ricevuto una mail da Jarod, che lo invita ad andare all'hotel Twin Cities di Minneapolis. Parker insiste per andare con lui, dato che quando si parla di Jarod non devono essere segreti fra loro. Una volta arrivati a Minneapolis, si ritrovano immersi in una convention per gemelli. Broots decide di fare uno scherzo a Miss Parker e chiama l'albergo, facendo in modo che trovi una stecca di sigarette in camera al suo arrivo.
Jarod conosce il suo committenti, Tug Beaulieu, piccolo mafioso locale che si serve del nipote Donny per i suoi affari. L'uomo vuole che uccida Ben Worth, ma non gli spiega come mai. Dopo di lui ci sarà anche un secondo bersaglio. La posizione di Jarod diventa difficile quando Beaulieu ordina al nipote di stare sempre con lui.
Più tardi Jarod trova la casa che si vede nella foto inviatagli per mail e un'anziana gli spiega che ci abitava un investigatore che cercava bambini scomparsi. Jarod inscena la morte di Ben dopo aver parlato con lui. Donny continua a seguirlo per controllare ogni suo passo e i due seppelliscono il "cadavere" insieme.
Nel frattempo Parker è convinta che le sigarette nella sua camera le abbia messe Jarod, ma non ha tempo di appurare la verità perché Sydney viene fermato da due gemelle che lo scambiano per suo fratello Jacob; le due donne gli rivelano di avere lavorato con Jacob e sono sorprese quando scoprono dell'incidente in macchina che ha causato il coma di Jacob, avvenuto il 2 agosto del 1967.
Jarod nasconde Worth nel suo albergo e scopre che Beaulieu lo vuole morto per poter mettere le mani sui suoi due locali. Il secondo bersaglio sarebbe la sua ex-moglie, Doris. Il simulatore deve escogitare un modo per salvare anche lei. Intanto trova il tempo di visitare quello che era l'ufficio dell'investigatore privato, Sonny Herbert. Lì scopre che Raines è passato prima di lui con un gruppo di spazzini, anche se non avevano ispezionato il seminterrato, dove Jarod trova diversi documenti che purtroppo si rivelano essere troppo recenti, e nessuno lo riguarda. Solo più tardi Jarod trova una donna che lavorava per Sonny e lei gli racconta che l'uomo si trova in ospedale perché vittima di un incendio in casa sua, avvenuto in circostanze sospette.
Intanto, a Minneapolis, le due gemelle Pilcher rivelano a Sydney che Jacob aveva litigato con il Dr. Raines poco prima dell'incidente e l'aveva minacciato con una pistola.
Poco convinto del modus operandi di Jarod, Donny lo segue e lo spia mentre va a far visita a Doris Worth, poi va a cercare il cadavere di Ben e non lo trova più dove l'avevano seppellito. Insieme allo zio, va a fare visita all'albergo dove Jarod sta ormai nascondendo entrambi i coniugi. Nonostante ciò, con la sua astuzia, riesce a convincere Beaulieu che sta solo temporeggiando per trovare il modo migliore per uccidere Doris. Li invita a raggiungerlo in un bosco vicino, dove inscenerà il suicidio di Doris. In realtà, Jarod intrappola i due nell'auto della donna e li obbliga a confessare di averlo assoldato per uccidere i due coniugi per non farli morire soffocati dal gas di scarico.
Jarod va a trovare Herbert in ospedale, ma purtroppo l'uomo è debole e non più lucido e, pur riconoscendo la sua foto, non ha informazioni da dargli su sua madre.
Miss Parker riprende a fumare, mentre Sydney ha delle allucinazioni e continua a vedere suo fratello e a parlare con lui.
Tornato a Blue Cove, lo psichiatra riceve una chiamata di Jarod; quando i due si ringraziano a vicenda per le mail che si sono inviati, si rendono conto di non essere stati loro a spedirle. Il vero mittente dei messaggi è Angelo.
- Nota. In questo episodio Jarod scopre le figurine degli animali.

## Un amore di bambino
- Titolo originale: Baby Love
- Diretto da: Joe Napolitano
- Scritto da: Debra Pratt

### Trama
Il Centro, 1963. Il piccolo Jarod, appena portato via dalla sua famiglia, arriva nell'istituto ed è terrorizzato. Oggi, il simulatore è in fuga da Miss Parker e si salva nascondendosi in un cassonetto mentre gli spazzini lo stanno inseguendo; un estraneo scende da una macchina con una targa particolare a quattro cifre (3465) e butta qualcosa nel cassonetto. Jarod annota mentalmente la targa, poi si rende conto che l'uomo ha appena abbandonato un bambino. Per aiutarlo e nasconderlo lo porta a casa di Christine, una donna che è in debito con lui e sembra preoccupata della reazione che il marito Axe avrà tornando a casa e trovando lì il bambino e Jarod. Chiedendosi come si possa abbandonare un figlio, Jarod chiama Sydney per trovare un po' di risposte ai dubbi che continuano a tormentarlo, anche sui suoi genitori.
Al Centro, intanto, studiano le cianografie che Jarod ha rubato da una società di costruzioni rischiando di farsi catturare. Il simulatore ha lasciato per loro dei fogli con dei calcoli e che riportano la sigla SL-27. Broots convince Miss Parker e Sydney a chiarirsi dopo che entrambi gli hanno chiesto di fare delle ricerche top secret su quella sigla. I due si rendono conto di conoscerla entrambi: lei per il braccialetto di Dara Landers, lui per il messaggio lasciato da Jacob quando era sveglio. Intanto, Angelo (che si sta rasando la testa alla ricerca di una nuova personalità) viene sfruttato da Raines per scoprire eventuali falle del sistema di sicurezza del Centro. Per farlo lo "vizia" dandogli da mangiare scatole dei suoi dolcetti preferiti, i Cracker Jack.
Quando Jarod e Christine decidono di tenere ancora un po' il bambino per scoprire se qualcuno lo sta cercando, lui si trova davanti al commissariato di polizia e capisce che la targa dell'auto era per forza di una vettura di un poliziotto. Broots scopre che la ditta di costruzioni delle cianografie era la stessa che aveva costruito il Centro. Poco dopo Jarod chiama Miss Parker e Sydney, invitandoli a studiare bene i calcoli per capire che "i conti non tornano". Finalmente Broots intuisce che i calcoli si riferiscono agli scavi per la costruzioni dell'edificio, che doveva per forza prevedere un altro sotto-livello oltre ai 26 che ci sono.
Dunque SL-27 era un sotto-livello rimasto segreto.
Christine rivela a Jarod di non volere figli perché ha avuto tanti fratelli a cui badare per anni e ora vorrebbe vivere più per se stessa; suo marito Axe, invece, adora i bambini e fa amicizia con Michael. Fingendosi un meccanico alla rimessa delle auto della polizia, Jarod scopre che il proprietario della targa che ricorda è David Geary, e che l'uomo ha fatto sparire il bambino per aiutare Mitch Meyers, un politico in campagna elettorale.
Al Centro i tre colleghi si mettono alla ricerca del SL-27, distrutto dallo stesso incendio del 1982 che aveva causato il deficit respiratorio di Raines che lo costringe a girare con la bombola dell'ossigeno. Nei meandri del sotto-livello segreto, trovano delle schede legate al Progetto Simulatore e alcune di esse parlano di Jarod. Leggendole, scoprono i genitori di Jarod non erano morti, e dunque lui era stato rapito. Il piccolo simulatore era stato portato al Centro da Jacob, il gemello di Sydney. Su consiglio dello psichiatra, Parker lascia lì i documenti per non destare sospetti in chiunque li abbia nascosti lì. I due decidono di tornare a visionarli quando sarà più sicuro.
Seguendo le notizie della radio della polizia, dapprima Jarod scopre che è stata denunciata la scomparsa di Michael, poi che è stata trovata la probabile madre del bambino, caduta da un ponte e portata in ospedale.
Jarod fa una corsa contro il tempo e riesce a salvare Jeanette dal tenente Geary, che vorrebbe ultimare il suo compito e ucciderla dopo averci provato senza successo. Jeanette spiega a Jarod che il politico, Mitch Meyers, è il padre del bambino e avevano avuto una storia extra-coniugale. Poi lui aveva assoldato il poliziotto per farla uccidere e liberarsi di entrambi per evitare problemi durante la campagna.
Insieme a Jeanette, viene preparata una trappola che porta Meyers a venire smascherato davanti a tutti: con l'aiuto di Axe, Jarod trasporta un camion colmo di spazzatura in cui ha gettato Geary per poi ricoprirlo di pannolini usati. Allo stesso tempo trasmette il dialogo registrato poche ore prima fra Meyers e Jeanette in cui l'uomo rivela la sua infedeltà e il tradimento della moglie.
Quando Sydney e Parker tornano nel SL-27 per recuperare i documenti che avevano scoperto, non li trovano più. Li ha presi qualcun altro, qualcuno che ha lasciato una scatola di Cracker Jack per terra: Angelo.

## Stretta finale (1ª Parte)
- Titolo originale: Dragon House (Part 1)
- Diretto da: Fred K. Keller
- Scritto da: Steven Long Mitchell e Craig W. Van Sickle

### Trama
Un prigioniero viene scortato per un trasferimento e fingendo un malore ruba una graffetta a una guardia. Jarod scopre della sua evasione dal telegiornale e quando nota la cicatrice sulla sua mano si rende conto che si tratta di Kyle, il bambino che si trovava al Centro insieme a lui. Jarod, infatti, ricorda che nel 1968, durante una simulazione, l'avevano costretto a bruciare la mano di Kyle con dell'acido.
Il simulatore si finge un agente dell'F.B.I. di Albany (New York) e visita la cella di Kyle, dove trova le cose che ha lasciato. Al muro è appeso il disegno di una strana casa in stile cinese, con dei draghi sul tetto. Poi trova un libretto blu (simile ai suoi rossi) su cui ha scritto molte volte la frase "Io decido chi vive o chi muore". Il secondino gli fa anche capire che il suo dottore era proprio Raines. Intanto, al Centro, Miss Parker vuole usare nuovamente Angelo per trovare Jarod. Raines non è d'accordo, ma lei insiste che non ha bisogno di autorizzazioni, visto che suo padre è il direttore.
La donna, però, se ne pente quando Angelo, dopo aver letto un quaderno blu di Kyle finito per sbaglio fra quelli rossi di Jarod, cerca di ucciderla in un attacco d'ira.
Nel frattempo un'ex-suora, Harriet Tashman, riceve una telefonata da Kyle e sparisce. Tutto fa pensare che sia stata rapita da lui. Jarod scopre che Kyle l'aveva già rapita in precedenza, nel 1987. Nella sua Bibbia, Jarod trova un santino con una preghiera che è stato prodotto per il Saint Catherine of the Hills. Jarod si procura i filmati della cattura di Kyle nel 1987 e così nota sua madre nel video, in compagnia di Harriet. Capendo che la donna conosceva i suoi genitori, Jarod va in visita alla fattoria in campagna di Harriet, dove Joe Bill, il ragazzo addetto a tenere in ordine la tenuta, racconta a Jarod che i suoi genitori avevano vissuto lì nascosti prima che Harriet venisse rapita.
Intanto, un tassista che aveva trasportato Kyle, viene trovato legato vicino a dei binari in stato di shock. Ciò porta l'F.B.I. a diramare un ordine di "sparare a vista" per Kyle, che viene ancora definito come John Doe.
Al Centro, si scopre che il quaderno blu apparteneva a Kyle, un altro simulatore che era poi diventato soggetto di esperimenti condotti da Raines nel SL-27. Il dottore aveva tenuto Kyle al Centro ben oltre la data prevista per il suo rilascio. Miss Parker lascia Broots nel Sotto-livello 27 alla ricerca di informazioni, e le trova in un vecchio computer usato da Raines ai tempi del progetto. Dopo aver convertito il materiale, i tre colleghi vedono un filmato in cui Raines addestra Kyle a rivivere l'omicidio di Martin Luther King dal punto di vista dell'assassino. Si rendono subito conto che il bambino veniva soggiogato da Raines e addestrato a odiare profondamente. Sydney intuisce che lo ha fatto diventare un sociopatico. Più tardi, Angelo riconosce Kyle al telegiornale e fa capire a Broots che il John Doe ricercato dall'F.B.I. è proprio è Kyle.
Jarod, intanto, torna alla casa di campagna e trova una culla e un altro santino uguale a quello trovato a casa di Harriet. In un altro video trovato da Broots, invece, Parker e Sydney vedono che Kyle era addestrato a sparare alla sagoma di Catherine: Raines gli insegnava a odiarla, e forse a ucciderla. Jarod va al convento da cui proviene il santino e assiste al rapimento di Harriet da parte di Kyle; nonostante ciò, non può smettere di ricordare la sua amicizia con lui quando erano dei bambini. I due avevano anche iniziato a comunicare di nascosto dalle loro celle. Raines, però, non vedeva di buon occhio la loro unione nelle simulazioni, perché la bontà di Jarod faceva perdere a Kyle il suo istinto per l'odio.
Jarod chiama Sydney e gli chiede cosa fosse la Casa del drago disegnata da Kyle nei suoi quaderni. Poi decide di sviare le indagini dell'F.B.I.: si fa riprendere nell'atto di svaligiare un bancomat come se fosse Kyle, riconoscibile dalla finta cicatrice applicata sulla mano. Così, mentre gli agenti vanno a Boston, lui cerca la Casa del Drago a Delphi Shores (New Jersey) e ci trova Kyle, pronto a torturare Harriet. Come in una riunione di famiglia, anche Raines e Miss Parker raggiungono il posto proprio mentre Jarod e Kyle si stanno puntando contro una pistola a vicenda. Harriet ferma Jarod e fa in modo che non spari a Kyle, poi i due scappano nello stesso momento. Decisa a catturare Kyle per fornire a suo padre le prove dei tradimenti di Raines, Miss Parker ordina di inseguire lui. Così, mentre Kyle viene catturato, Jarod ed Harriet fuggono in auto. Quando Jarod le chiede perché gli abbia impedito di uccidere Kyle, Harriet gli rivela che Kyle in realtà è suo fratello!

## Stretta finale (2ª Parte)
- Titolo originale: Dragon House (Part 2)
- Diretto da: Fred K. Keller
- Scritto da: Steven Long Mitchell e Craig W. Van Sickle

### Trama
Jarod e Harriet si nascondono nella sua casa di campagna e lei gli svela che i suoi genitori si erano nascosti lì dopo il rapimento dei due figli; a suggerirglielo era stata Catherine Jamison, che era stata sua amica e compagna di clausura prima di sposare il marito, il signor Parker. Catherine le aveva anche salvato la vita quando aveva rischiato di annegare in un lago ghiacciato durante una loro fuga.
Durante il periodo di segregazione, Charles e Margaret avevano anche avuto anche una terza figlia, Emily.
Intanto Raines tortura Kyle e subisce le pressioni del signor Parker, che non vorrebbe che ricordasse tutto ciò che gli hanno fatto al Centro.
Intanto nella sezione naturale del Centro, l'Hybrid Biotract 42, Miss Parker, Sydney e Broots si incontrano di nascosto. Lei vuole parlare con Kyle da sola, dato che il padre non glielo permette, ed è convinta che lui sappia chi ha ucciso sua madre. Con l'aiuto di entrambi, Parker entra nella cella di Kyle e gli chiede se ha ucciso Catherine, ma lui nega. Il ragazzo è visibilmente emozionato in sua presenza e l'aiuta anche a nascondersi quando Raines sopraggiunge e per poco non trova Parker nella sua cella. Intanto Jarod decide di andare a liberare Kyle, perché non vuole perdere suo fratello ora che l'ha ritrovato. Sydney lo trova nel suo ufficio ed è felice di rivederlo; confessa che non sapeva che Kyle fosse suo fratello. Mentre si nasconde, Jarod torna nella cella in cui stava da bambino e, per la seconda volta, Angelo gli dona la medaglia militare che apparteneva a Kyle. Jarod è felice di vedere il vecchio amico d'infanzia e quando vede una scatola di Cracker Jack intuisce che era proprio Angelo a scrivere lettere a Kyle mentre era in prigione, usando lo pseudonimo C.J..
Con l'aiuto di Angelo, Jarod trova Kyle e lo libera, rivelandogli anche di essere suo fratello. Quando invita Angelo ad andarsene con loro, lui si immedesima troppo in Kyle e fa scattare l'allarme mentre i due scappano. In realtà, lo fa anche per coprire la loro fuga dal Centro mentre Parker e Broots li cercano nei condotti dell'aria.
Kyle racconta a Jarod che quando è scappato dal Centro era già stato deviato e se la prendeva con chiunque si mettesse fra lui e i suoi genitori durante le sue ricerche. I due si rifugiano di nuovo nella casa di Harriet e visitano la stanza dove stavano i genitori e la sorellina.
Miss Parker sfrutta Angelo chiedendogli di diventare Jarod e Kyle allo stesso tempo; con una spinta di Sydney, l'empatico trova la foto della casa di Harriet. Purtroppo Raines ascolta la loro conversazione, così contatta l'F.B.I. per rivelare il luogo in cui si nasconde John Doe e liberarsi una volta di tutte di Kyle. Harriet torna a casa sua con buone notizie, ma non fa in tempo a rivelarle ai due ragazzi perché un gruppo di auto dell'F.B.I. inizia a inseguirli. Quando gli agenti sparano al furgone sul quale stanno fuggendo, i tre finiscono fuori strada. Kyle rimane nel veicolo perché ha una gamba rotta e vuole coprire la fuga di Jarod e Harriet. Quando gli uomini dell'F.B.I. sparano contro di lui, il furgone esplode. Harriet allora rivela a Jarod che i suoi genitori saranno a Boston il giorno dopo e gli dà l'indirizzo del luogo in cui li incontrerà.
Jarod arriva a Boston e così anche una squadra di Raines; Miss Parker, invece, è lì per conto suo insieme a Sydney e Broots, che esorta a non fidarsi di Raines e a girare armati.
In un momento molto toccante, Jarod vede il taxi con la sua famiglia arrivare e scorge per un momento sua madre e sua sorella. Avendo gli uomini del Centro alle calcagna, Jarod le convince a scappare e a sua volta si dà alla fuga. Sydney blocca l'auto del Centro che cerca di inseguire il taxi, poi viene fatto spostare da Miss Parker. Mentre fugge, Jarod incontra Raines in un vicolo ed è tentato di ucciderlo, ma poi resiste all'odio e lo avvisa di lasciarlo in pace. Proprio mentre Raines sta per sparargli alle spalle, qualcuno colpisce la sua bombola d'ossigeno. L'uomo viene bruciato dalle fiamme che si propagano mentre sopraggiungono Parker, Sydney e Broots. Il signor Parker parla al telefono con un misterioso Signor Lyle che sembra essere più importante di lui, poi discute con la figlia che rimane delusa quando il padre, per l'ennesima volta, non le dà alcuna spiegazione sulla morte di sua madre e non ammette che sia stato Raines ad ucciderla. Il dottore è in ospedale al Centro e l'esame balistico non è riuscito a stabilire da quale arma sia partito il proiettile che ha colpito la bombola.
Jarod chiama di nuovo Sydney e promette di non smettere mai di cercare la sua famiglia. La serie si conclude con Sydney che chiede a Jarod dove andrà, lui risponde al suo mentore "Prendimi, se ci riesci". Poi sorride osservando un razzo che decolla.
- Nota. In questi due episodi Jarod scopre i lecca-lecca, i cartoni di Goofus e Gallant e la rivista per bambini Highlights.